# Saison 2015 de l'équipe cycliste FDJ
La saison 2015 de l'équipe cycliste FDJ est la dix-neuvième de cette équipe, lancée en 1997 et dirigée par Marc Madiot. En tant que WorldTeam, l'équipe participe à l'ensemble du calendrier de l'UCI World Tour du Tour Down Under en janvier jusqu'au Tour de Lombardie en octobre. Parallèlement au World Tour, FDJ peut participer aux courses des circuits continentaux de cyclisme.

## Préparation de la saison 2015

### Sponsors et financement de l'équipe
Depuis sa création en 1997, l'équipe appartient à la Française des jeux, entreprise publique française de jeux de loterie et de paris sportifs, via une filiale, la Société de Gestion de l'Échappée,. L'entité est dirigée depuis ses débuts par Marc Madiot. La Française des jeux, qui renouvelle son partenariat à plusieurs reprises, décide à l'issue de la saison 2013  de s'engager jusqu'en fin d'année 2016. Le budget de l'équipe pour cette saison s'élève à 12 millions d'euros.
Les cycles Lapierre, fournisseurs de l'équipe cette saison, sont partenaires de la formation française depuis 2002. Début 2013, la marque b'Twin est le partenaire textile de la FDJ,. Fin 2014, elle s'est engagée jusqu'à la fin de l'année 2016,.

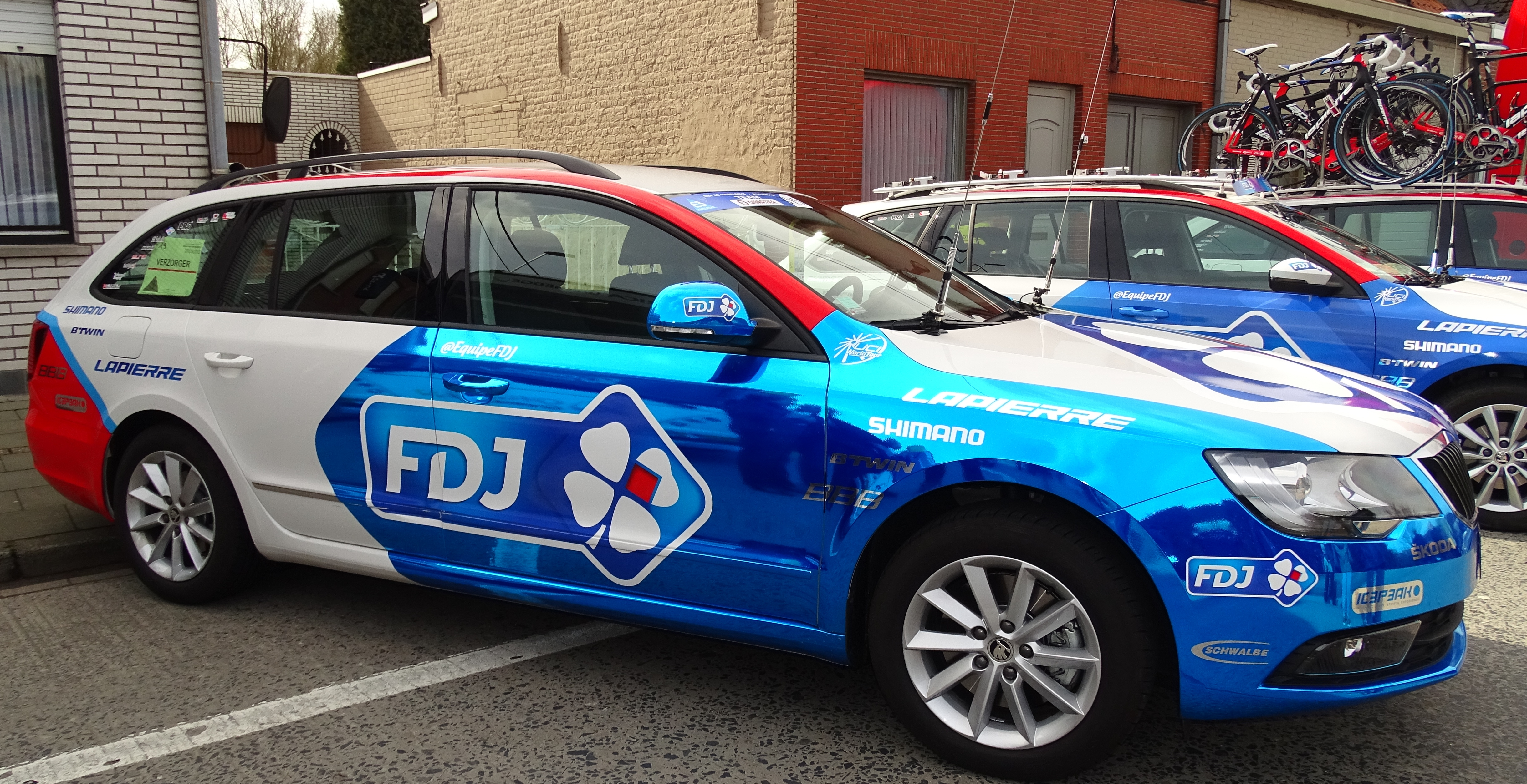
Une voiture de l'équipe lors du Grand Prix E3 2015.
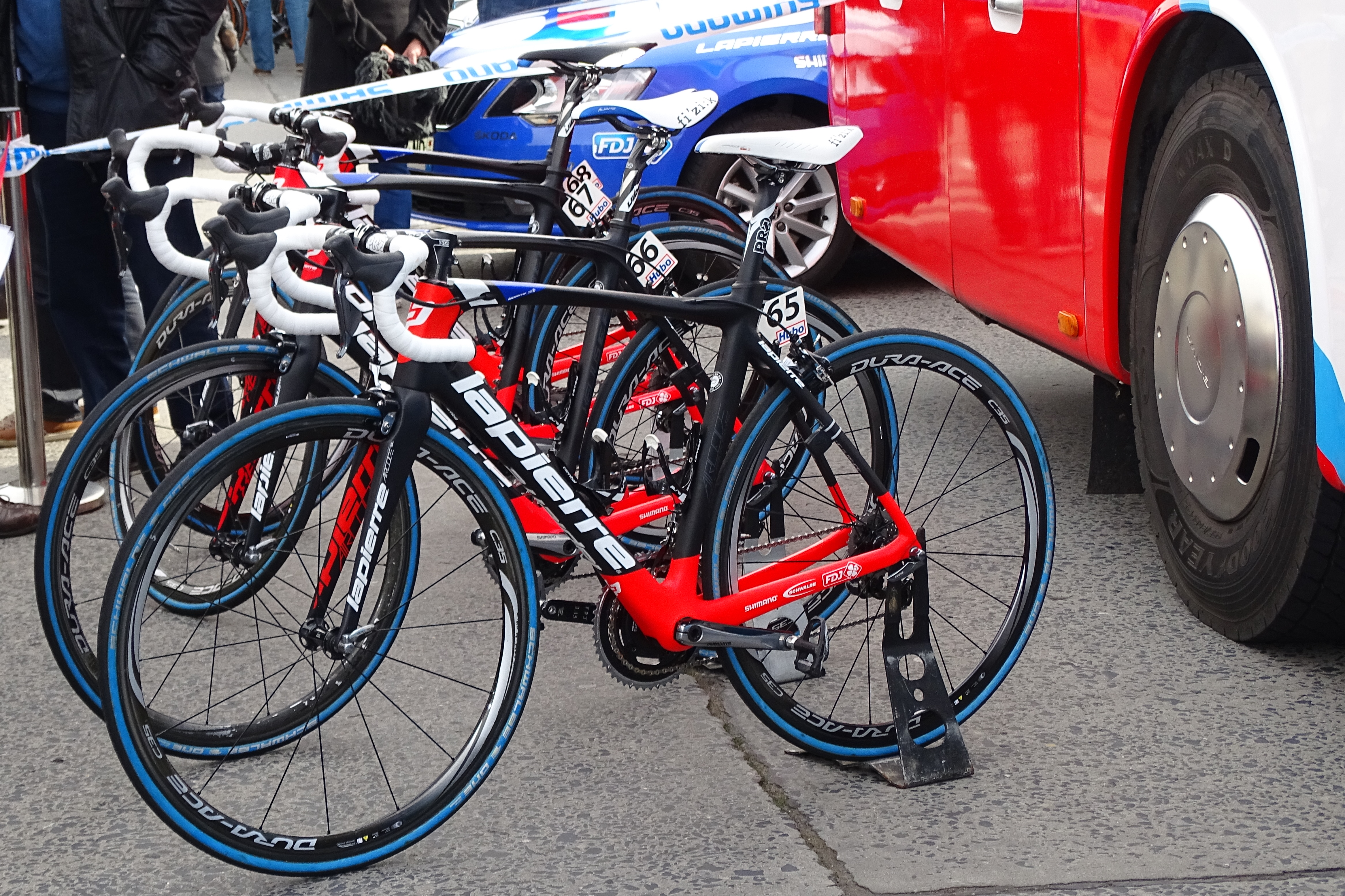
Les vélos Lapierre Aircode Carbon utilisés par l'équipe, photographiés lors du Grand Prix E3 2015.
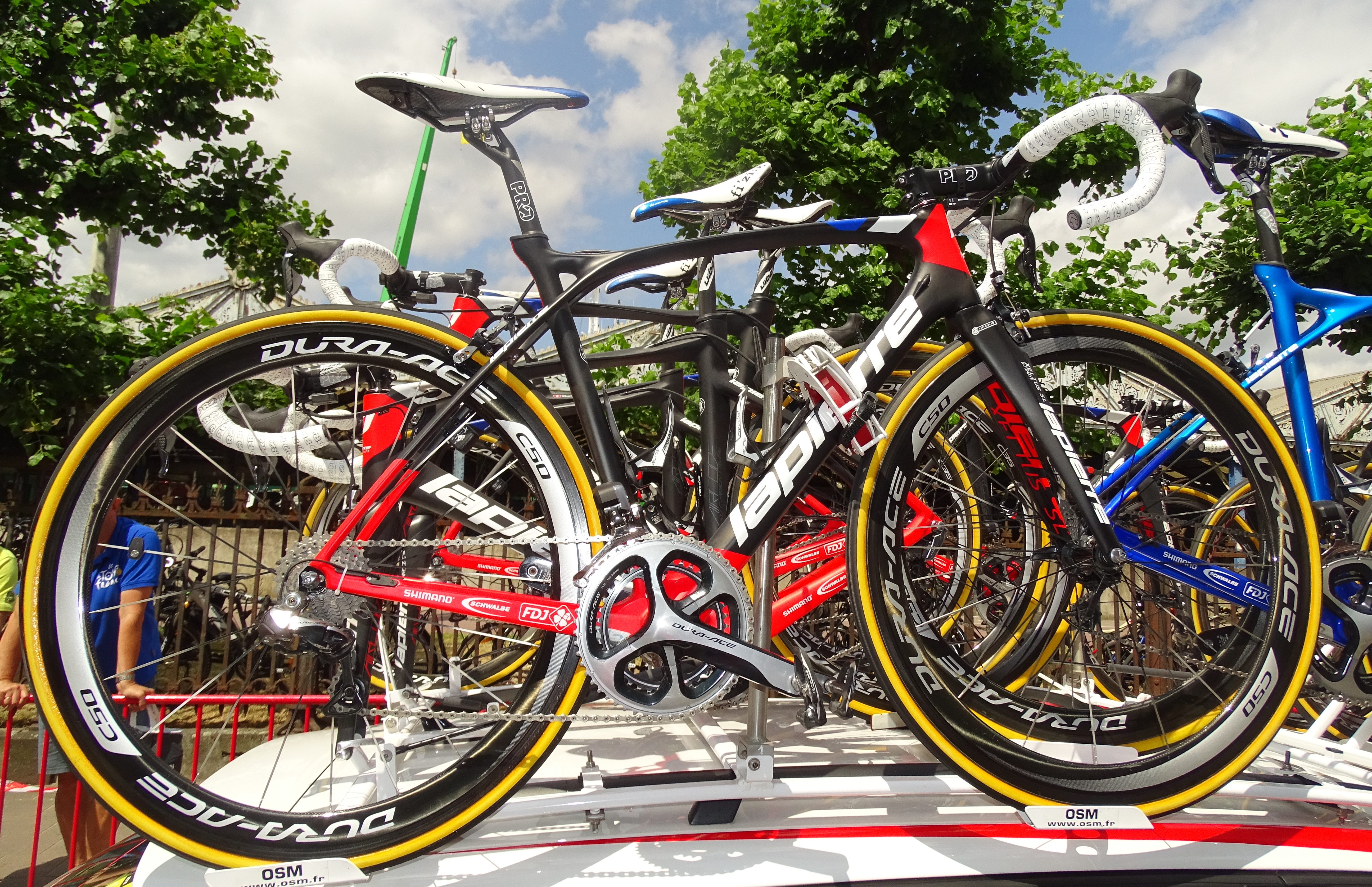
Vélo Lapierre Xelius EFI utilisé lors du Tour de France 2015.

### Arrivées et départs
| Arrivées        | Équipe 2014          |
| --------------- | -------------------- |
| Lorrenzo Manzin | UC Nantes Atlantique |
| Steve Morabito  | BMC Racing           |
| Kévin Réza      | Europcar             |
| Marc Sarreau    | Armée de Terre       |

| Départs          | Équipe 2015                  |
| ---------------- | ---------------------------- |
| Nacer Bouhanni   | Cofidis                      |
| Pierrick Fédrigo | Bretagne-Séché Environnement |
| Laurent Mangel   | Retraite                     |
| Geoffrey Soupe   | Cofidis                      |
| Émilien Viennet  | AVC Aix-en-Provence          |

## Déroulement de la saison

### Mai-juin
Alexandre Geniez est le leader de l'équipe au Tour d'Italie, dont il a pris la treizième place l'année précédente. Il est accompagné de Kenny Elissonde et Francis Mourey pour les étapes de montagne. Kévin Réza, Murilo Fischer et Anthony Roux forment un groupe pouvant disputer les sprints. Les équipiers Jussi Veikkanen, Arnaud Courteille et Cédric Pineau complètent cette sélection. Il était prévu qu'Arnold Jeannesson vise également une place au classement général de ce Giro. Il a cependant du déclarer forfait à la suite d'une chute lors du Grand Prix de la Somme.

### Juillet-août
L'équipe FDJ se rend au Tour de France avec pour leader Thibaut Pinot. Celui-ci est entouré de Steve Morabito, sélectionné pour être son « lieutenant », et Alexandre Geniez pour la montagne. Matthieu Ladagnous pourra l'épauler dans les étapes de plaines. Le sprinter Arnaud Démare vise les victoires d'étapes, aidé par Sébastien Chavanel et William Bonnet. L'effectif est complété avec Jérémy Roy et Benoît Vaugrenard, deux coureurs polyvalents. Marc Madiot déclare qu'il serait satisfait d'une place parmi les dix premiers au classement général, et d'une victoire d'étape.
Le 14 août, FDJ obtient deux victoires le même jour. Alors que Johan Le Bon remporte la cinquième étape de l'Eneco Tour, Alexandre Geniez gagne la troisième étape du Tour de l'Ain, dont il remporte le classement général le lendemain.

## Coureurs et encadrement technique

### Effectif
| Cycliste                 | Date de naissance | Nationalité | Équipe 2014          |  |
| ------------------------ | ----------------- | ----------- | -------------------- |  |
| William Bonnet           | 25 juin 1982      | France      | FDJ.fr               |  |
| David Boucher            | 17 mars 1980      | France      | FDJ.fr               |  |
| Sébastien Chavanel       | 21 mars 1981      | France      | FDJ.fr               |  |
| Arnaud Courteille        | 13 mars 1989      | France      | FDJ.fr               |  |
| Mickaël Delage           | 6 août 1985       | France      | FDJ.fr               |  |
| Arnaud Démare            | 26 août 1991      | France      | FDJ.fr               |  |
| Kenny Elissonde          | 22 juillet 1991   | France      | FDJ.fr               |  |
| Murilo Fischer           | 16 juin 1979      | Brésil      | FDJ.fr               |  |
| Alexandre Geniez         | 16 avril 1988     | France      | FDJ.fr               |  |
| Anthony Geslin           | 9 juin 1980       | France      | FDJ.fr               |  |
| Arnold Jeannesson        | 15 janvier 1986   | France      | FDJ.fr               |  |
| Matthieu Ladagnous       | 12 décembre 1984  | France      | FDJ.fr               |  |
| Johan Le Bon             | 3 octobre 1990    | France      | FDJ.fr               |  |
| Olivier Le Gac           | 27 août 1993      | France      | FDJ.fr               |  |
| Pierre-Henri Lecuisinier | 30 juin 1993      | France      | FDJ.fr               |  |
| Lorrenzo Manzin          | 26 juillet 1994   | France      | UC Nantes Atlantique |  |
| Steve Morabito           | 30 janvier 1983   | Suisse      | BMC Racing           |  |
| Francis Mourey           | 8 décembre 1980   | France      | FDJ.fr               |  |
| Yoann Offredo            | 12 novembre 1986  | France      | FDJ.fr               |  |
| Laurent Pichon           | 19 juillet 1986   | France      | FDJ.fr               |  |
| Cédric Pineau            | 8 mai 1985        | France      | FDJ.fr               |  |
| Thibaut Pinot            | 29 mai 1990       | France      | FDJ.fr               |  |
| Kévin Réza               | 18 mai 1988       | France      | Europcar             |  |
| Anthony Roux             | 18 avril 1987     | France      | FDJ.fr               |  |
| Jérémy Roy               | 22 juin 1983      | France      | FDJ.fr               |  |
| Marc Sarreau             | 10 juin 1993      | France      | Armée de Terre       |  |
| Benoît Vaugrenard        | 5 janvier 1982    | France      | FDJ.fr               |  |
| Jussi Veikkanen          | 29 mars 1981      | Finlande    | FDJ.fr               |  |
| Arthur Vichot            | 26 novembre 1988  | France      | FDJ.fr               |  |
| Stagiaire                | Date de naissance | Nationalité | Équipe 2015          |  |
| Fabien Doubey            | 21 octobre 1993   | France      | CC Étupes            |  |
| Marc Fournier            | 12 novembre 1994  | France      | CC Nogent-sur-Oise   |  |
| Élie Gesbert             | 1er juillet 1995  | France      | Pays de Dinan        |  |

Portraits
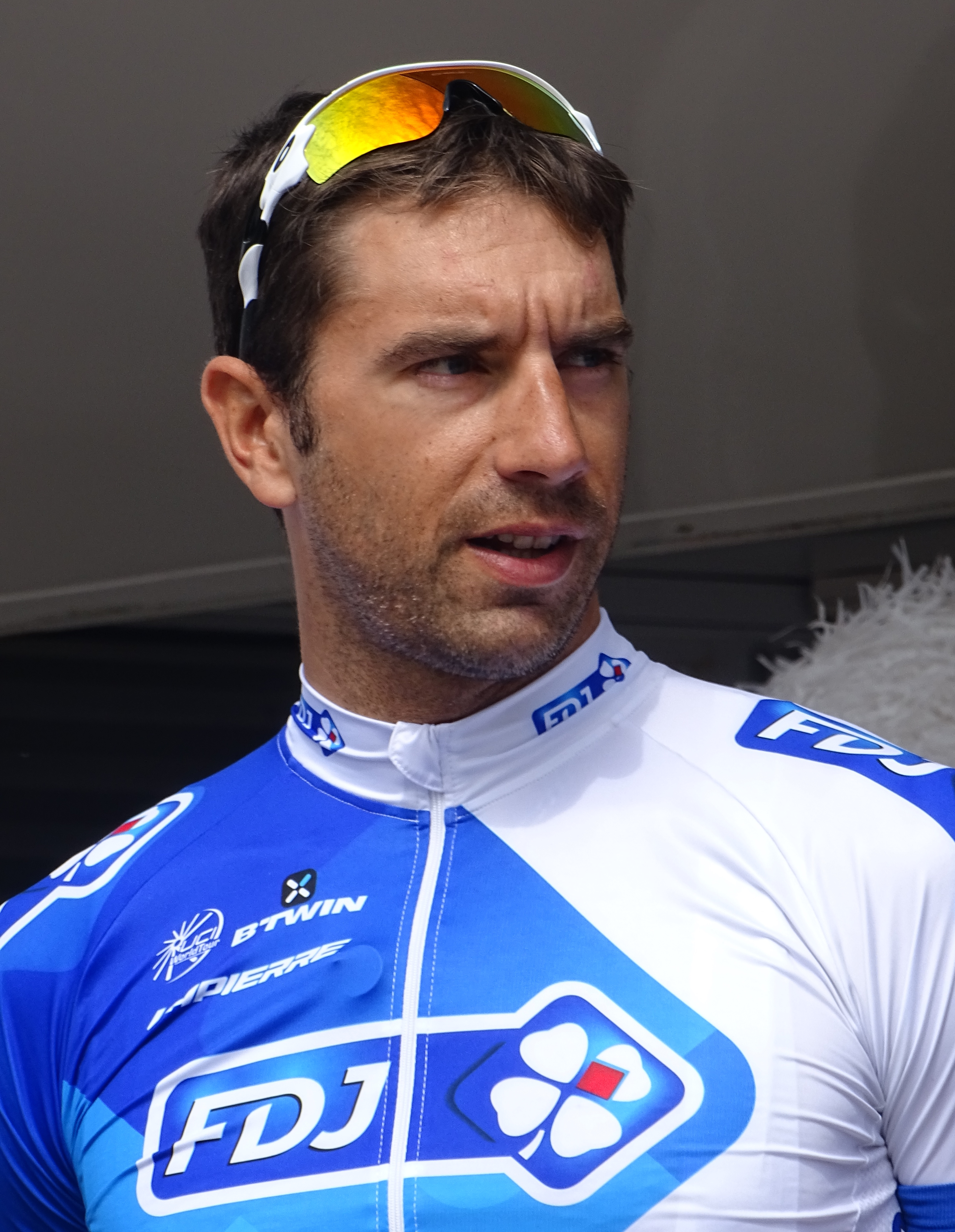
William Bonnet.
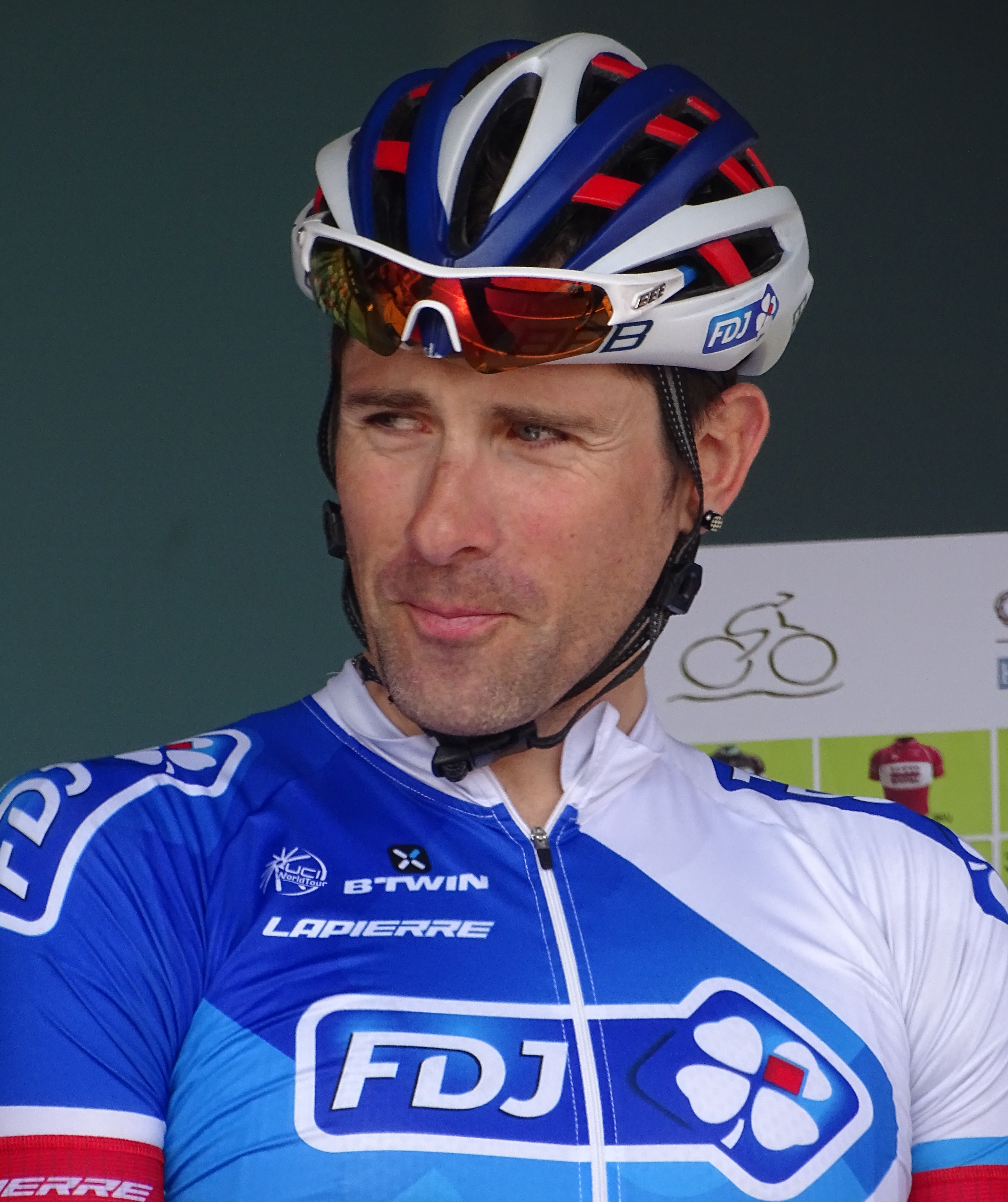
David Boucher.
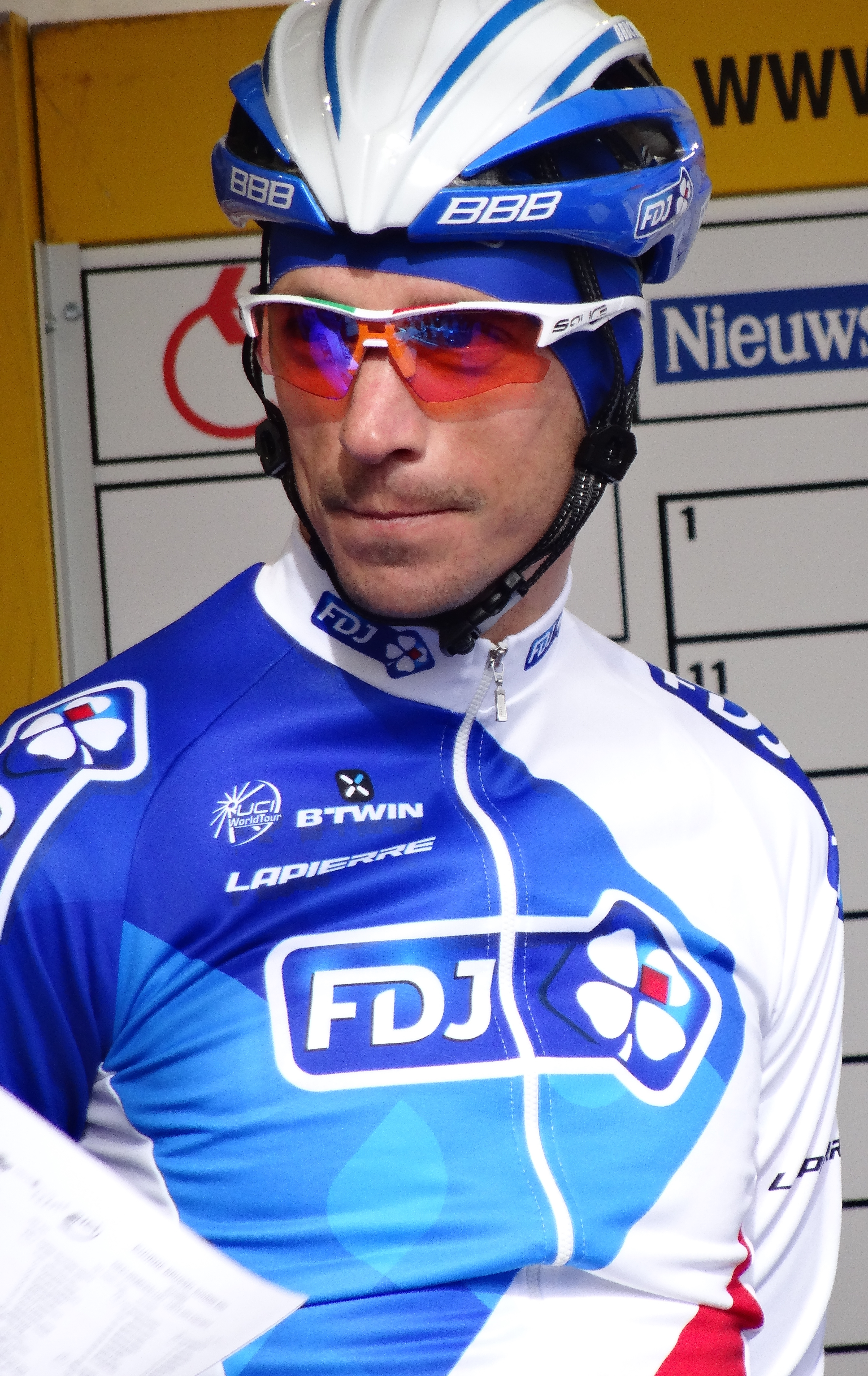
Sébastien Chavanel.
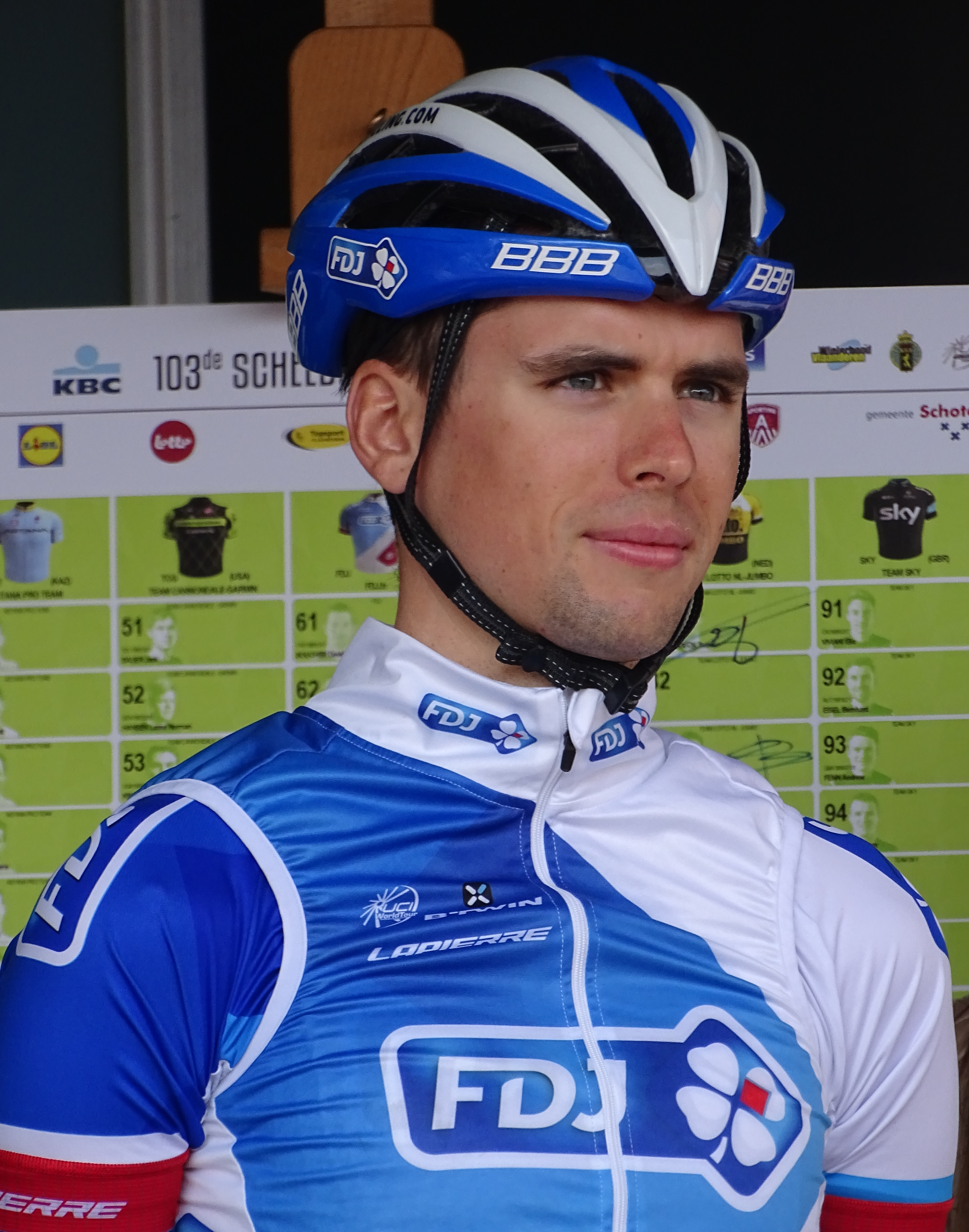
Arnaud Courteille.
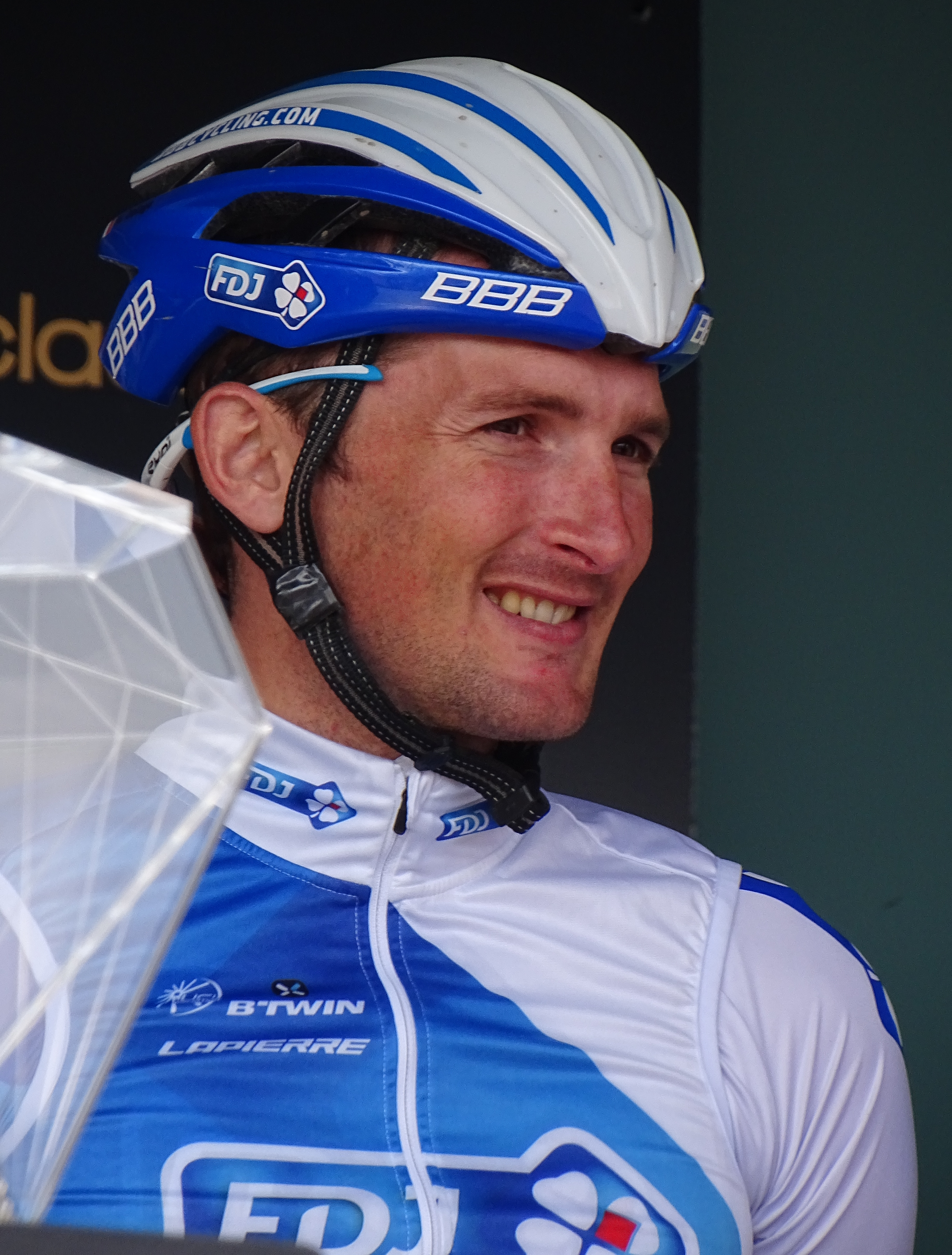
Mickaël Delage.
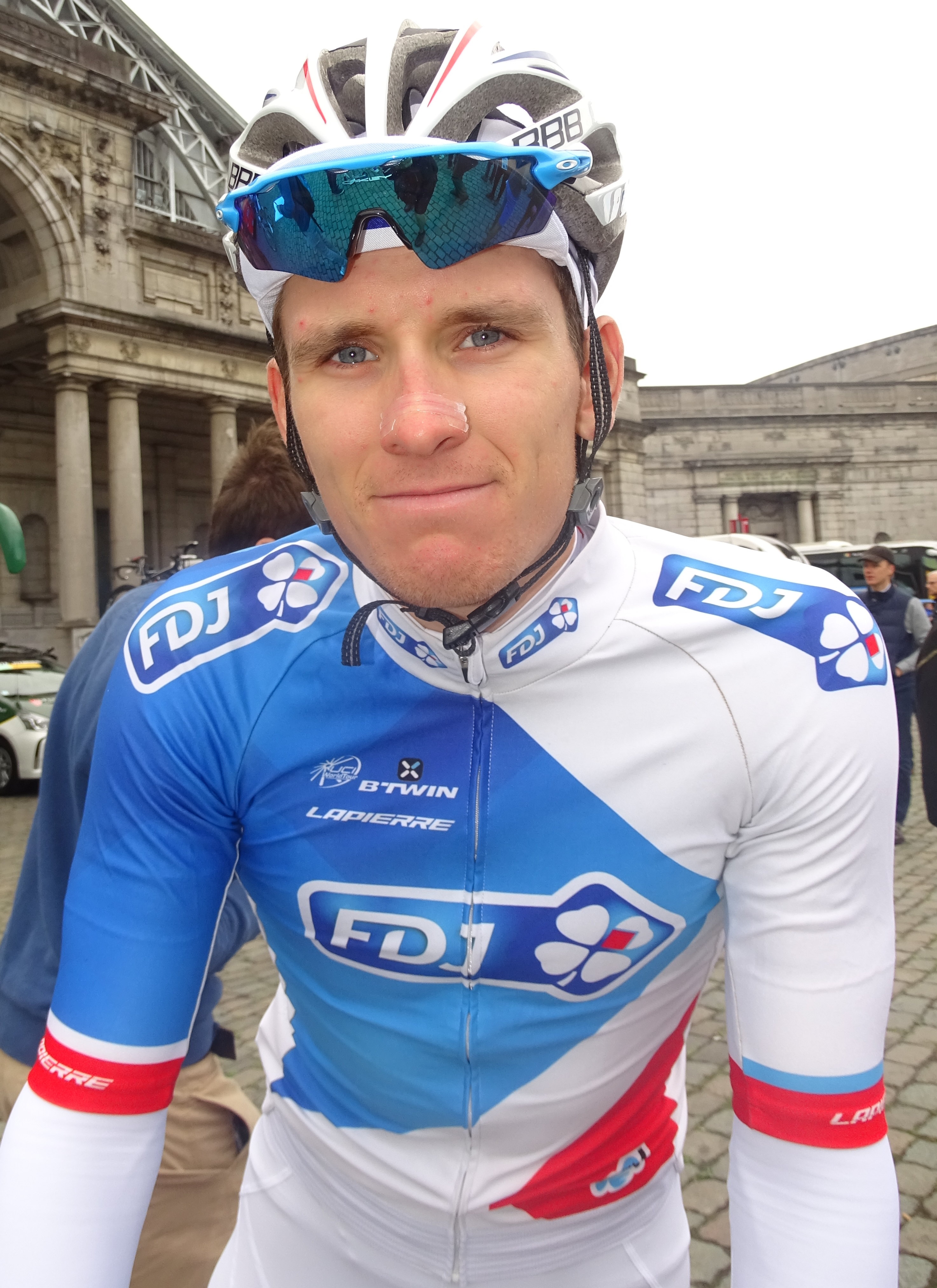
Arnaud Démare.
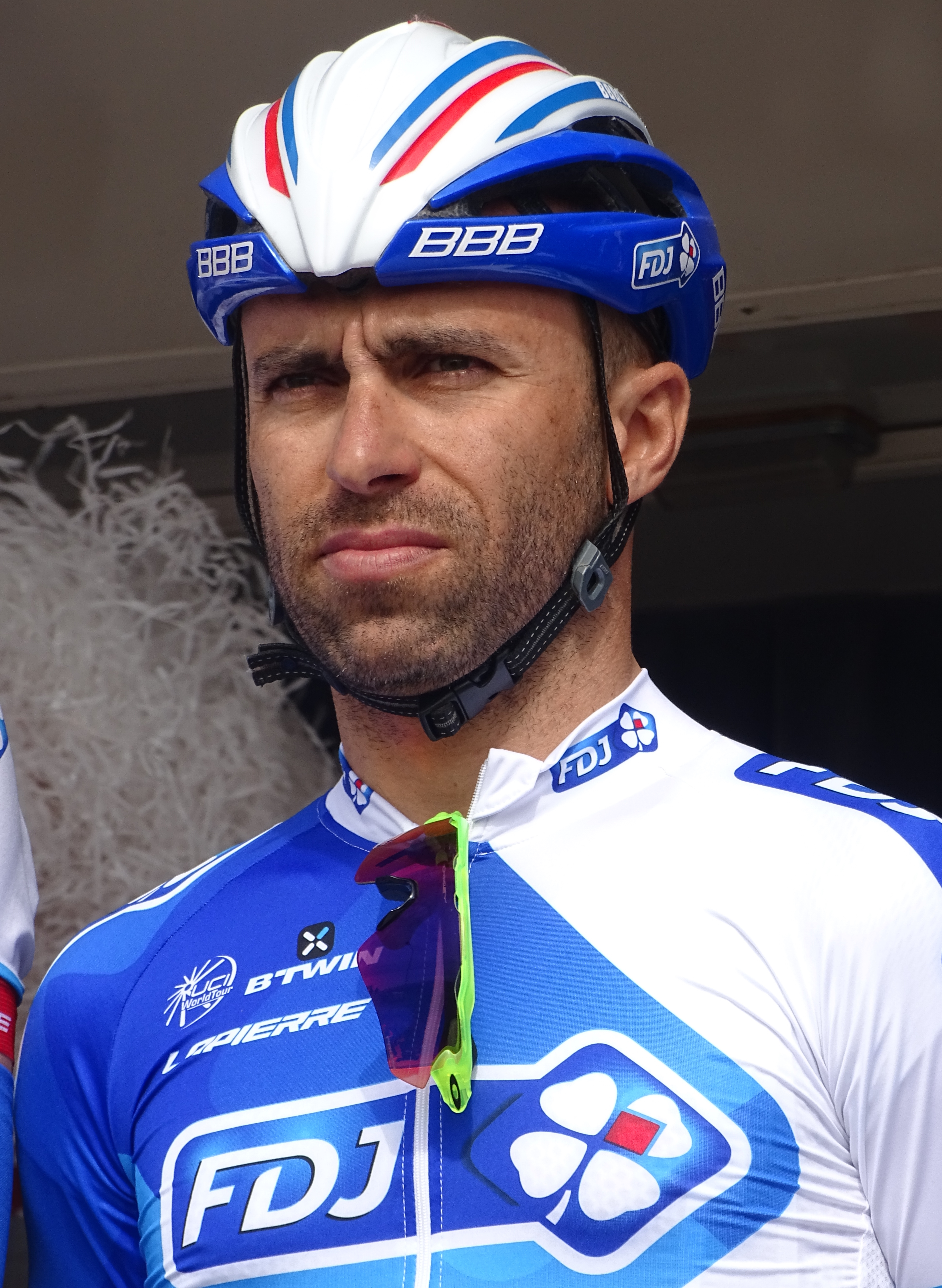
Murilo Fischer.
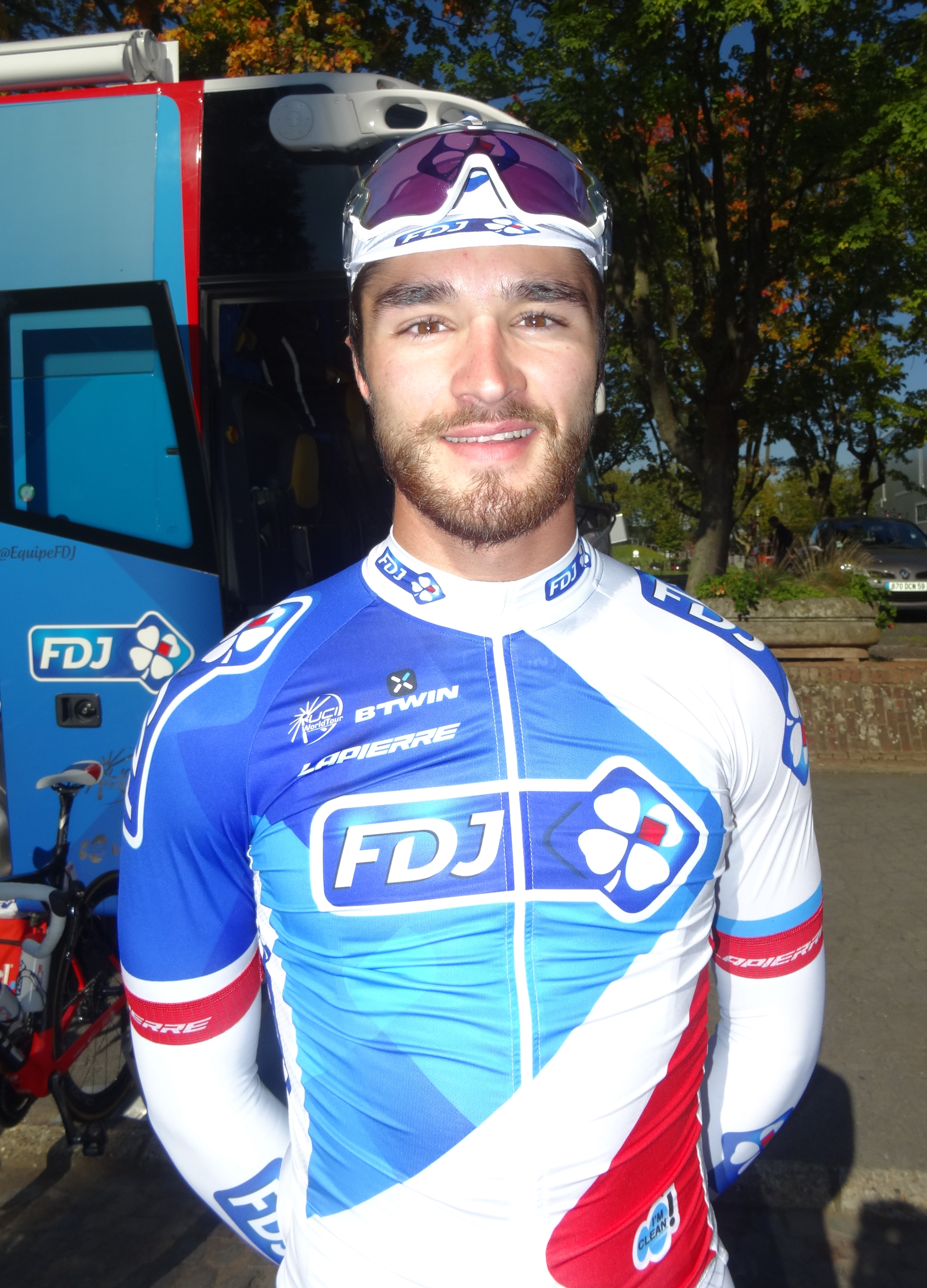
Marc Fournier.
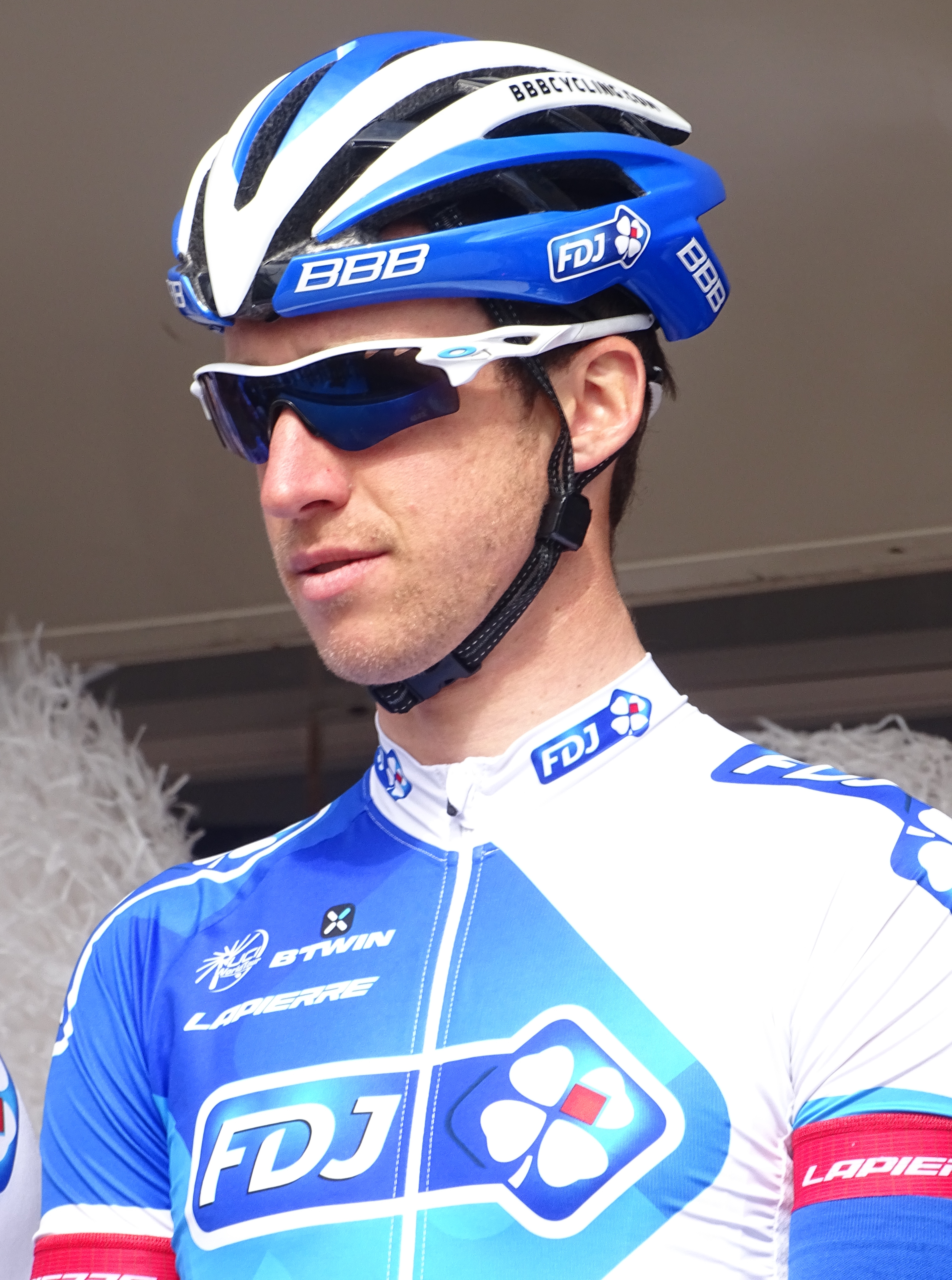
Alexandre Geniez.
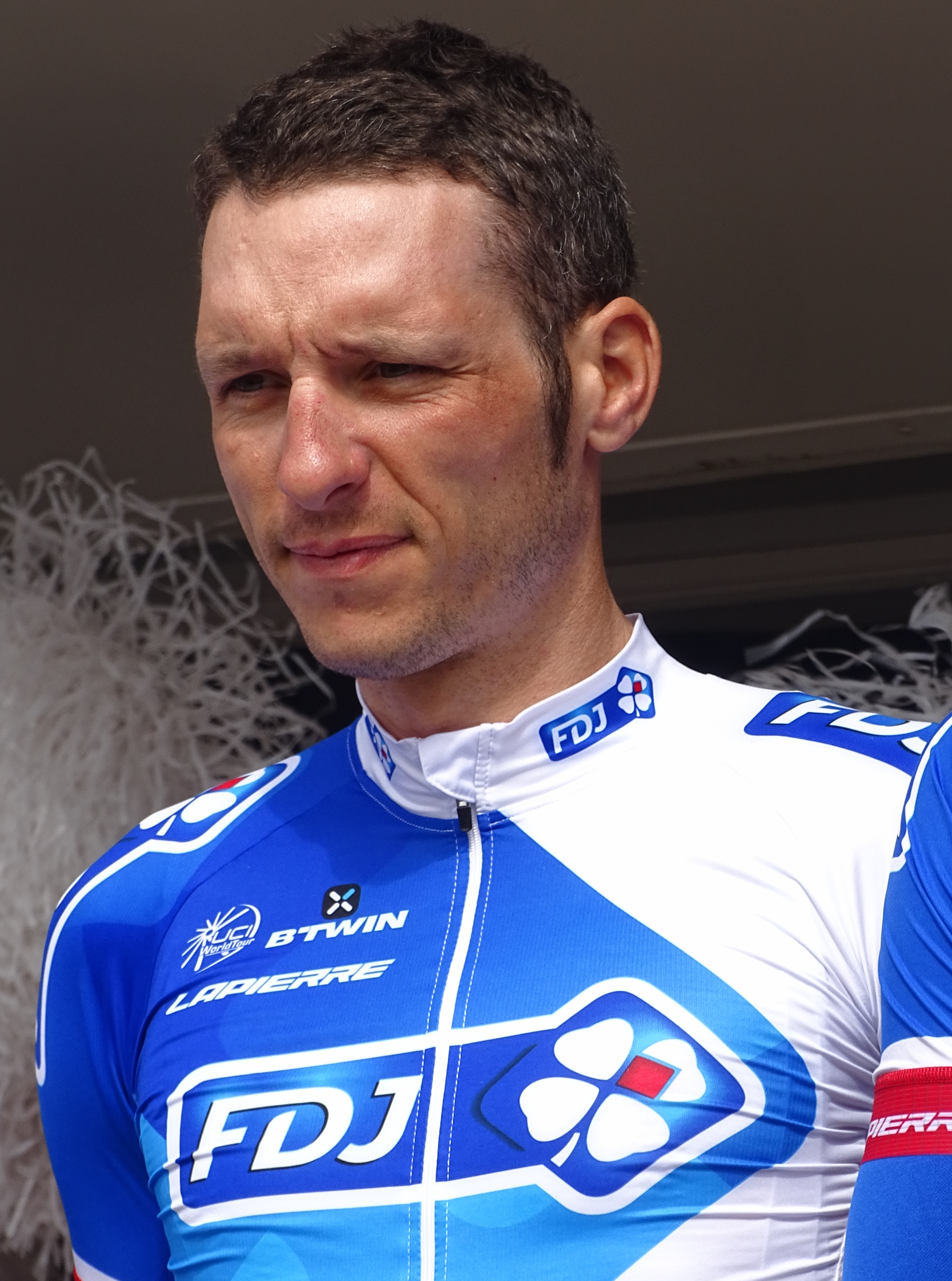
Anthony Geslin.
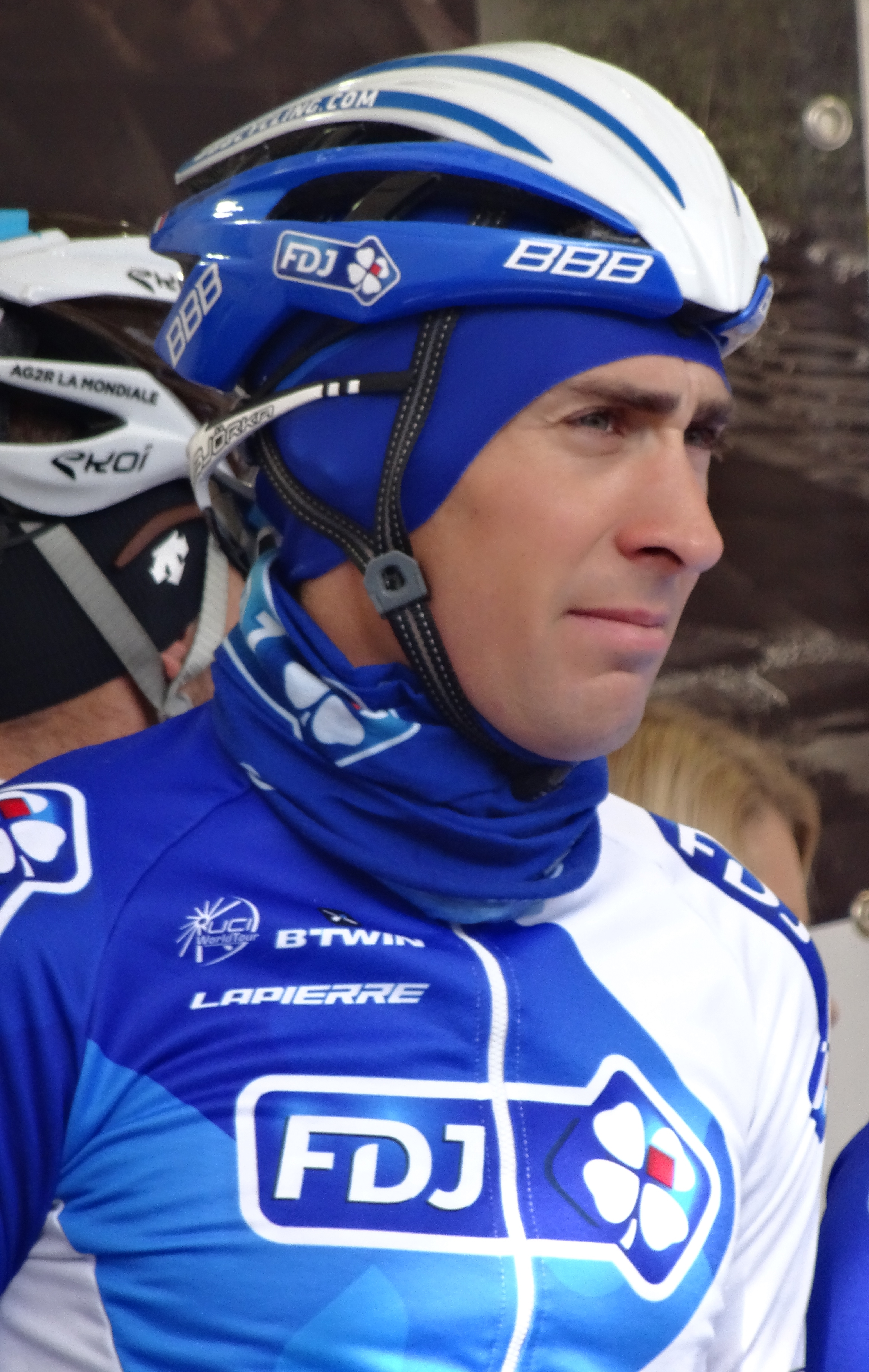
Matthieu Ladagnous.
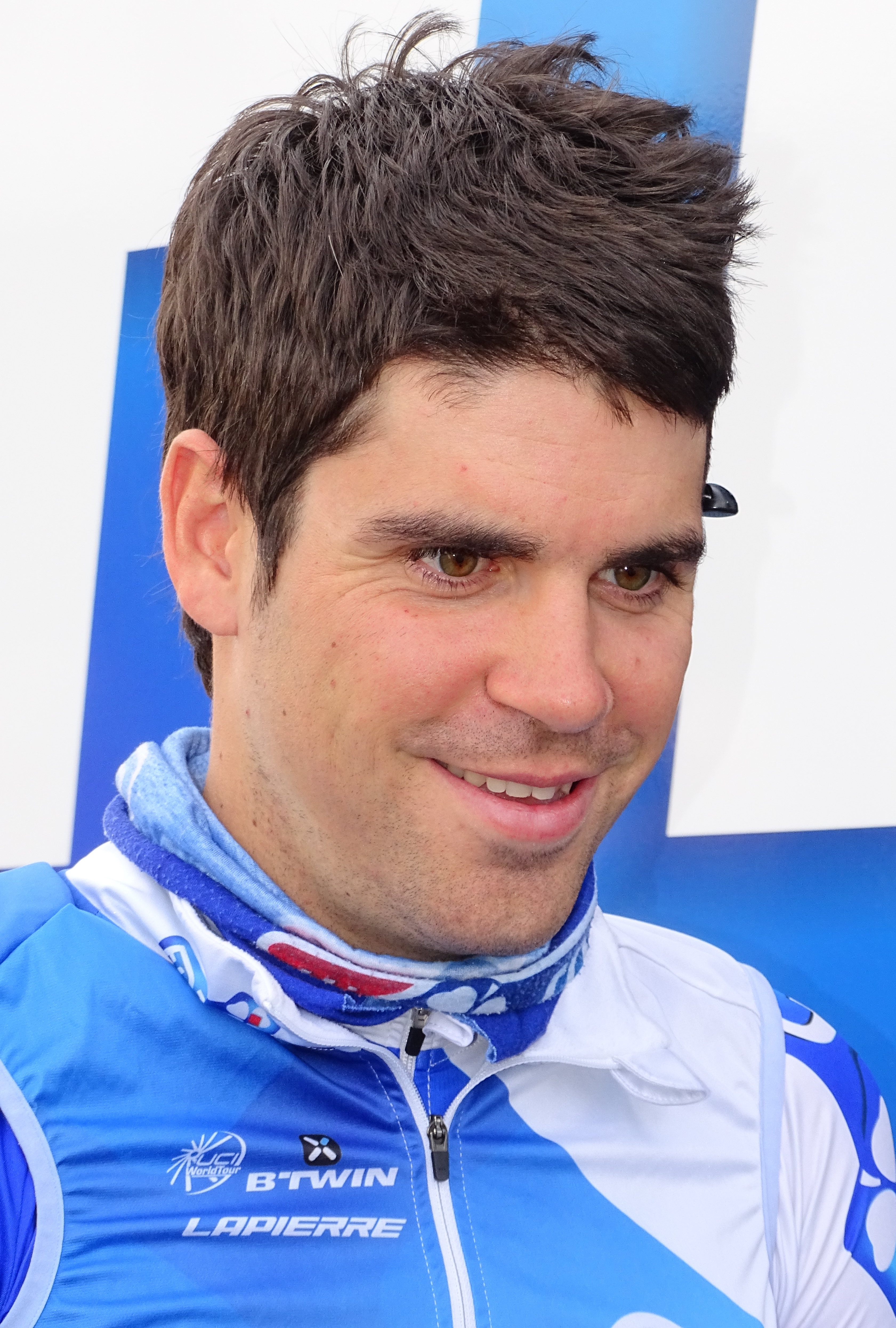
Johan Le Bon.
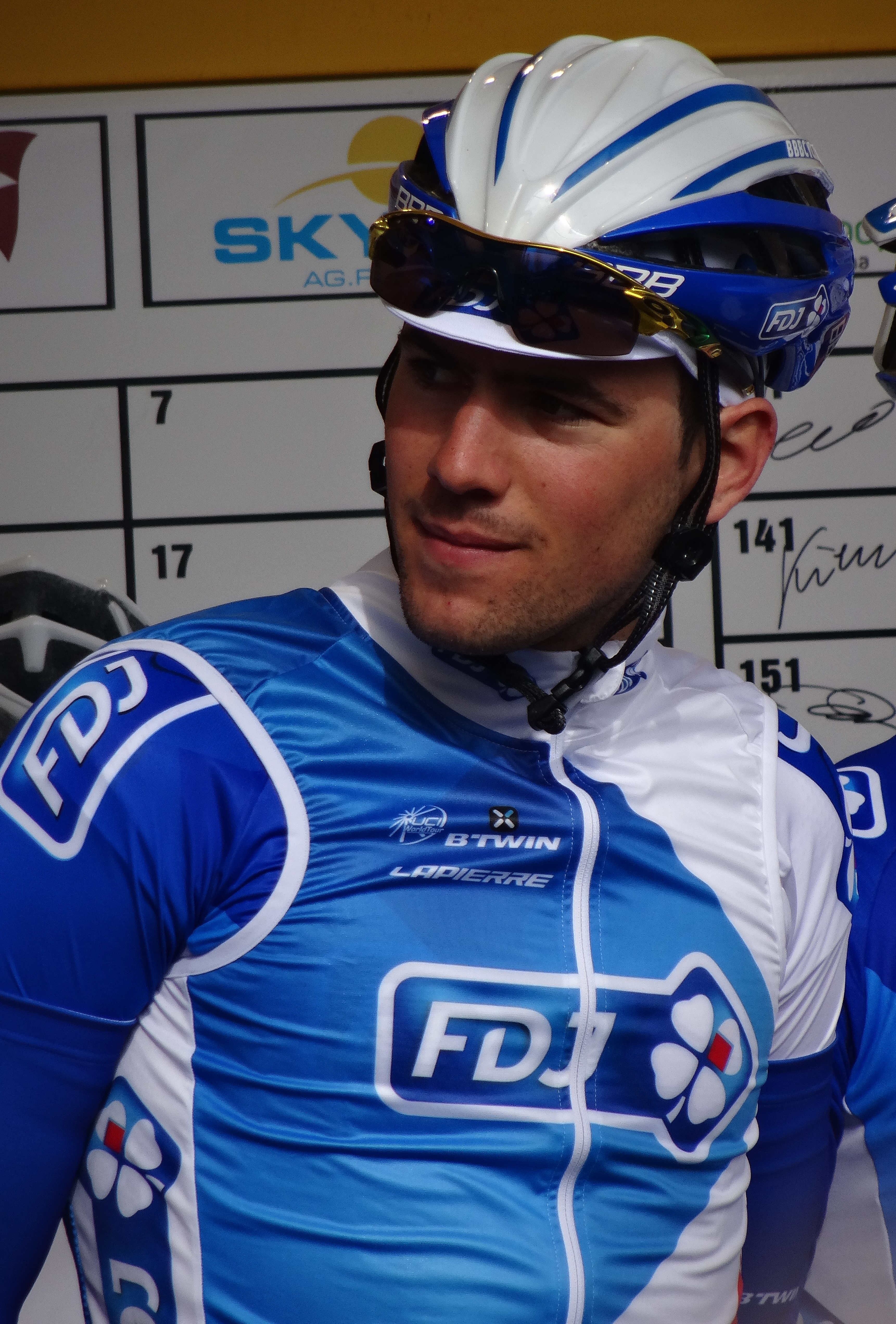
Olivier Le Gac.
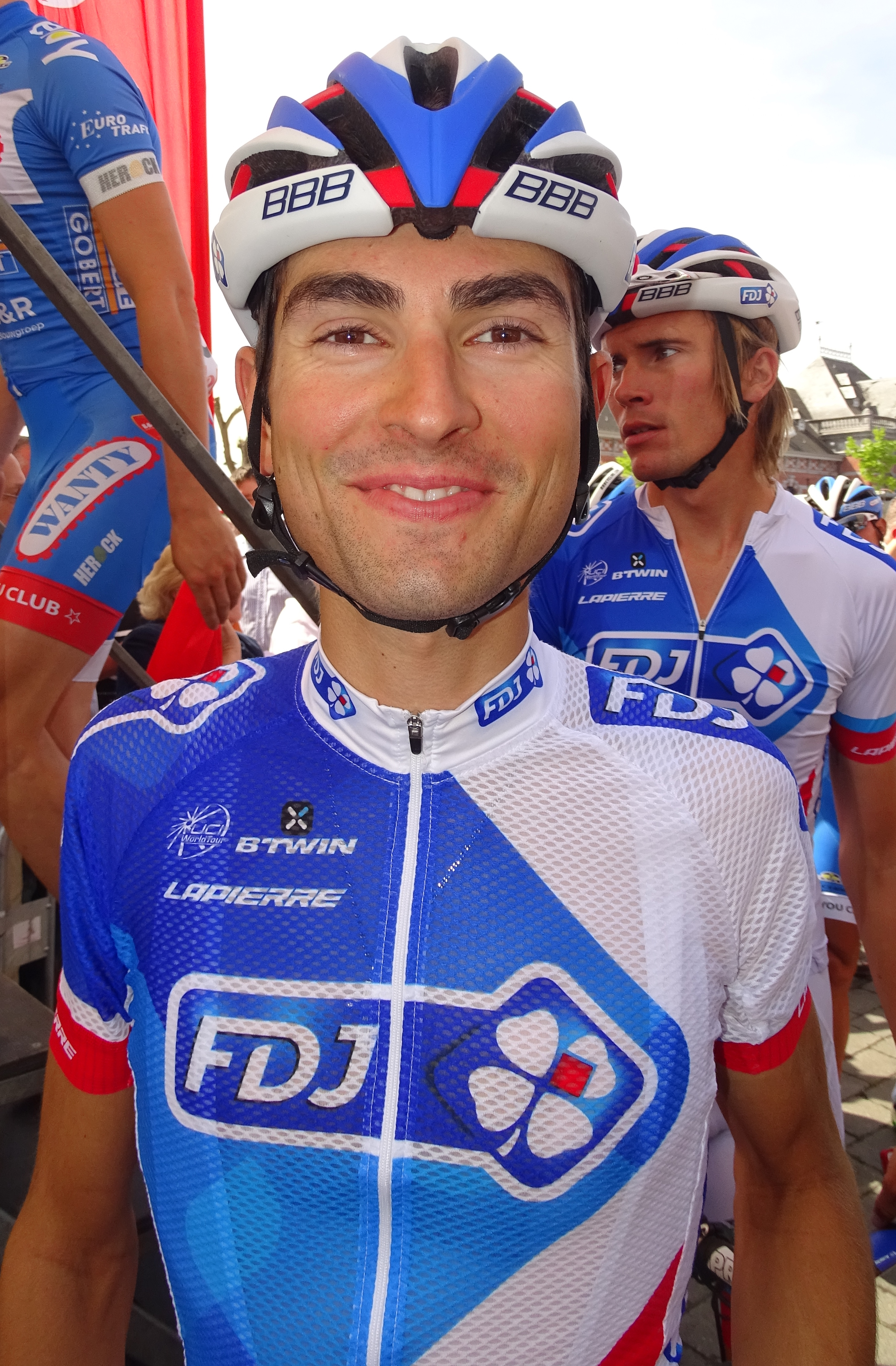
Pierre-Henri Lecuisinier.
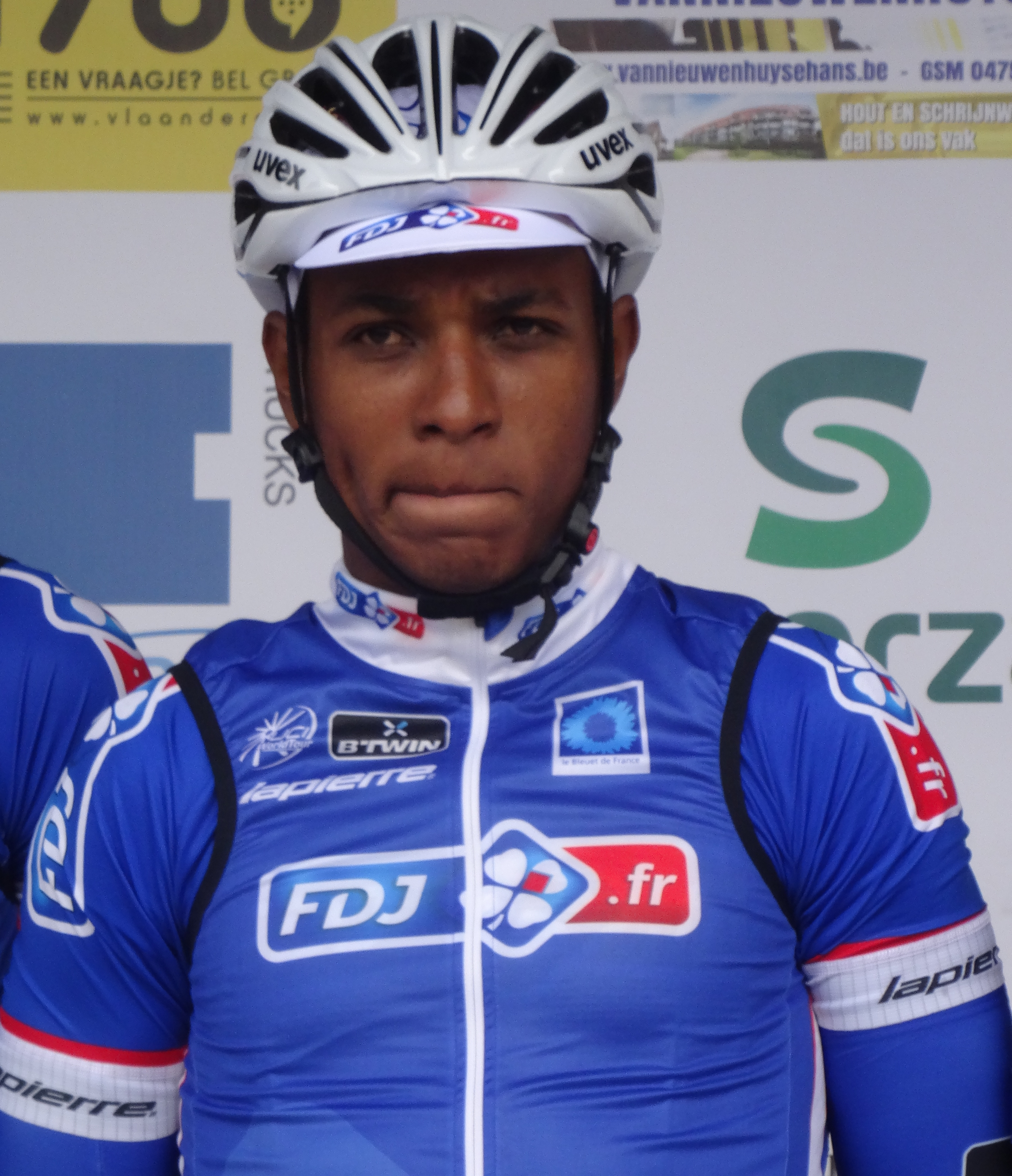
Lorrenzo Manzin.
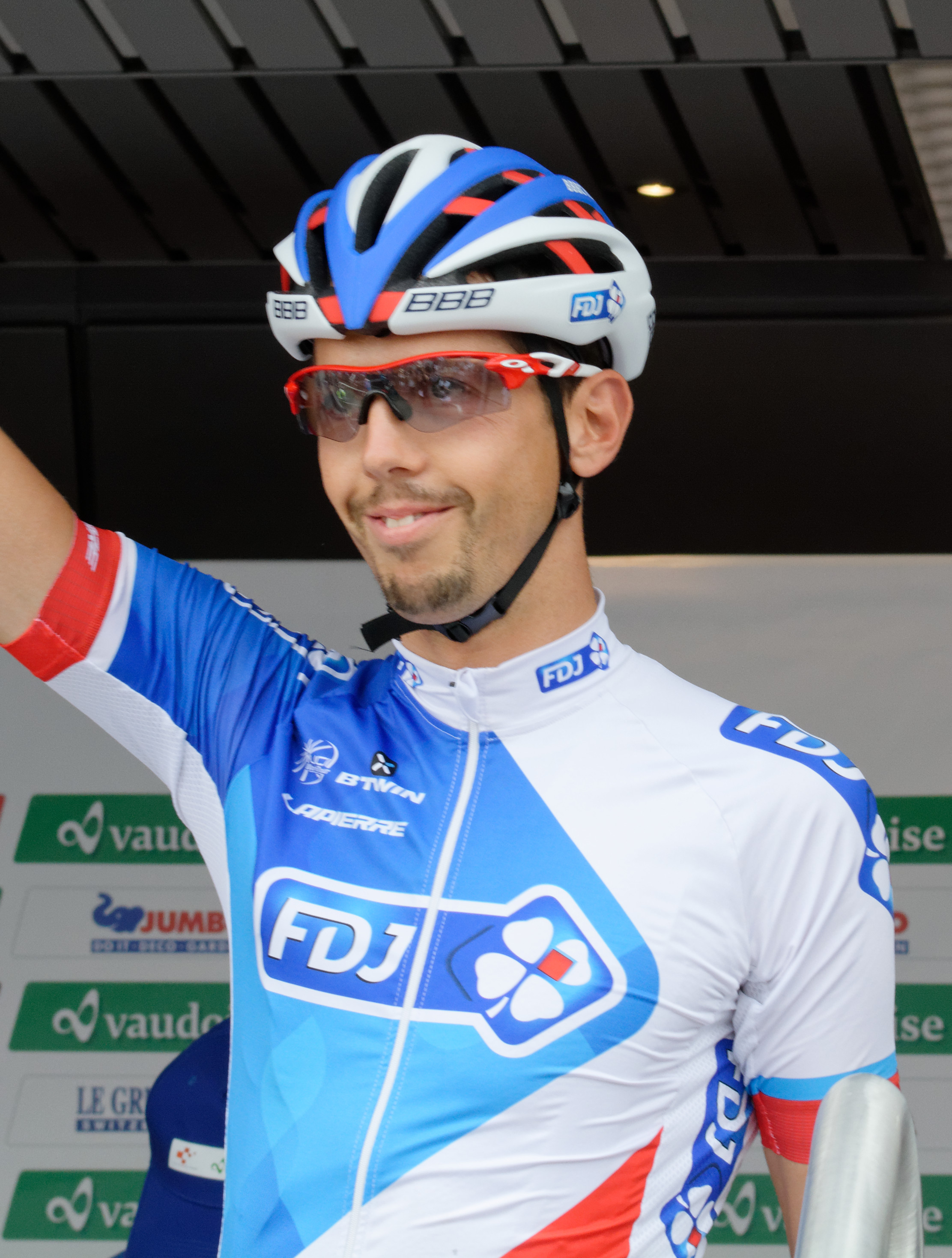
Steve Morabito.
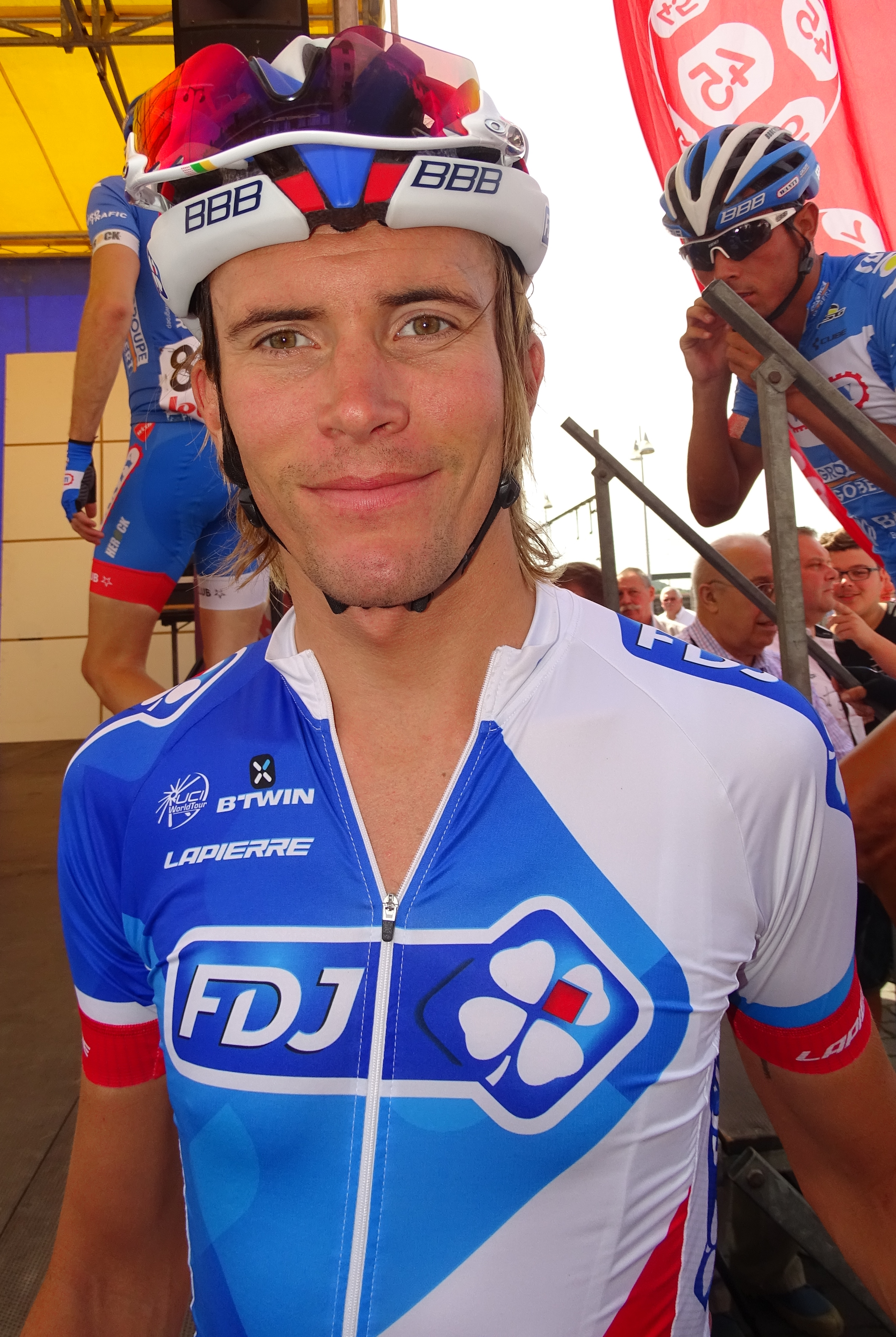
Yoann Offredo.
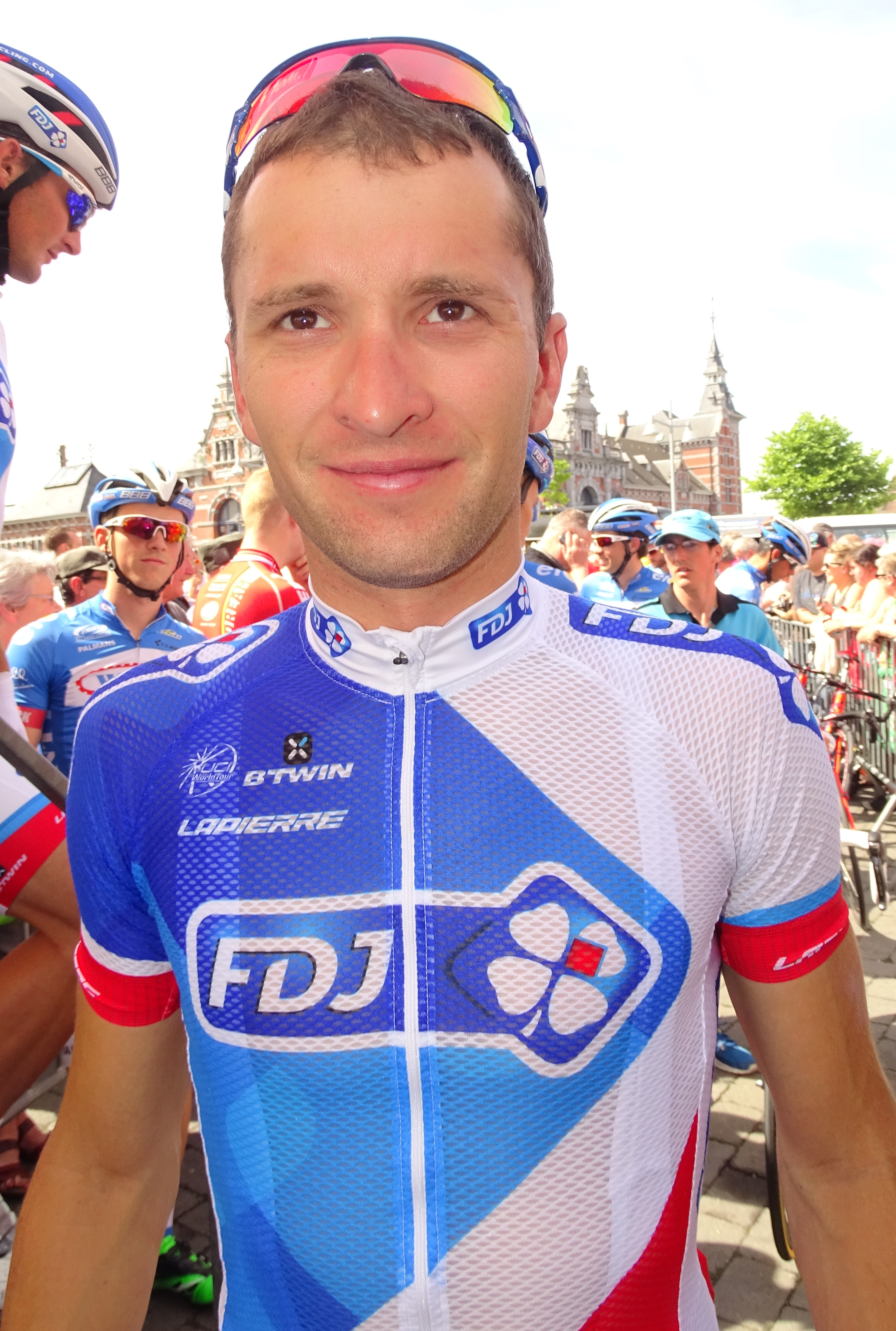
Laurent Pichon.
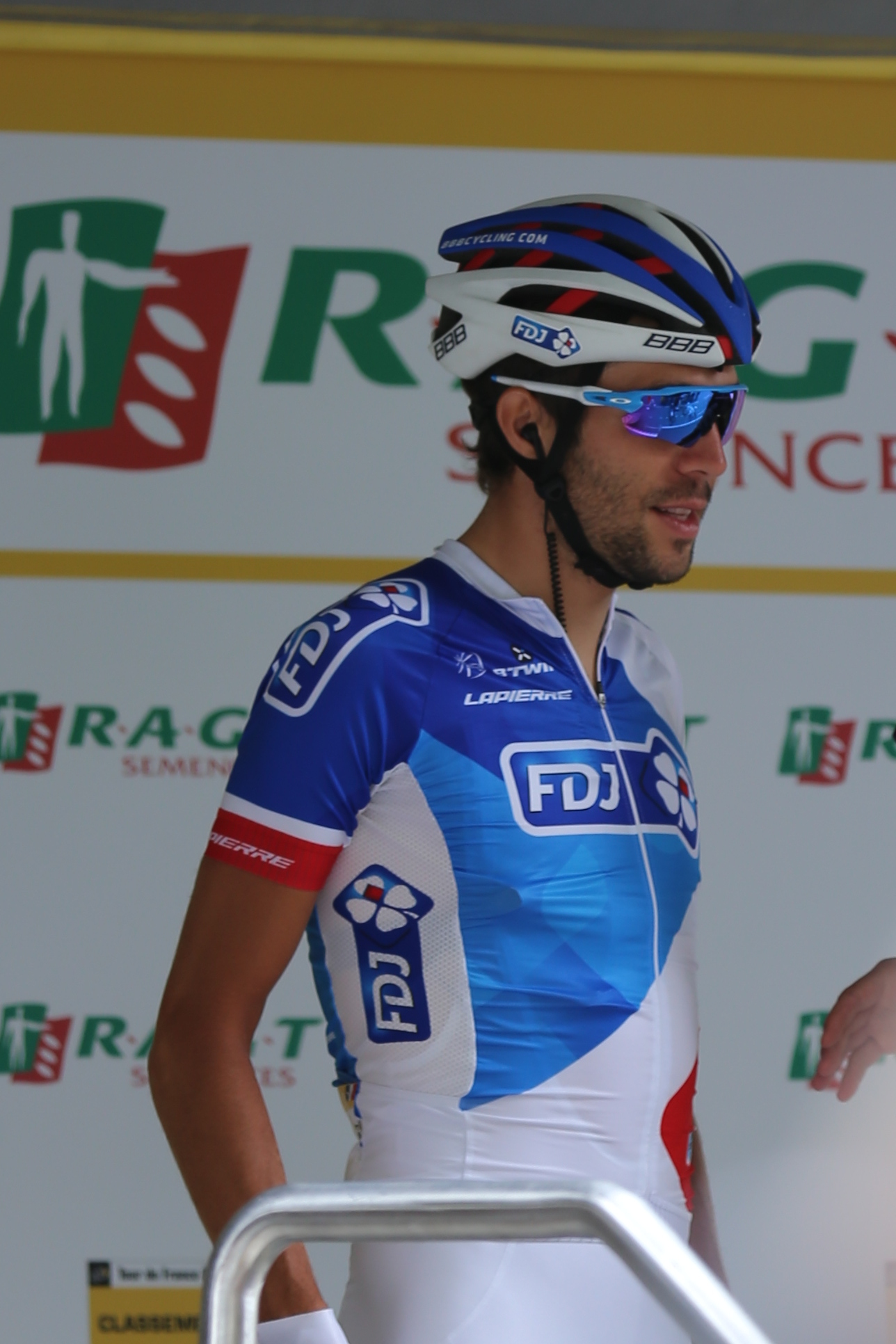
Thibaut Pinot.
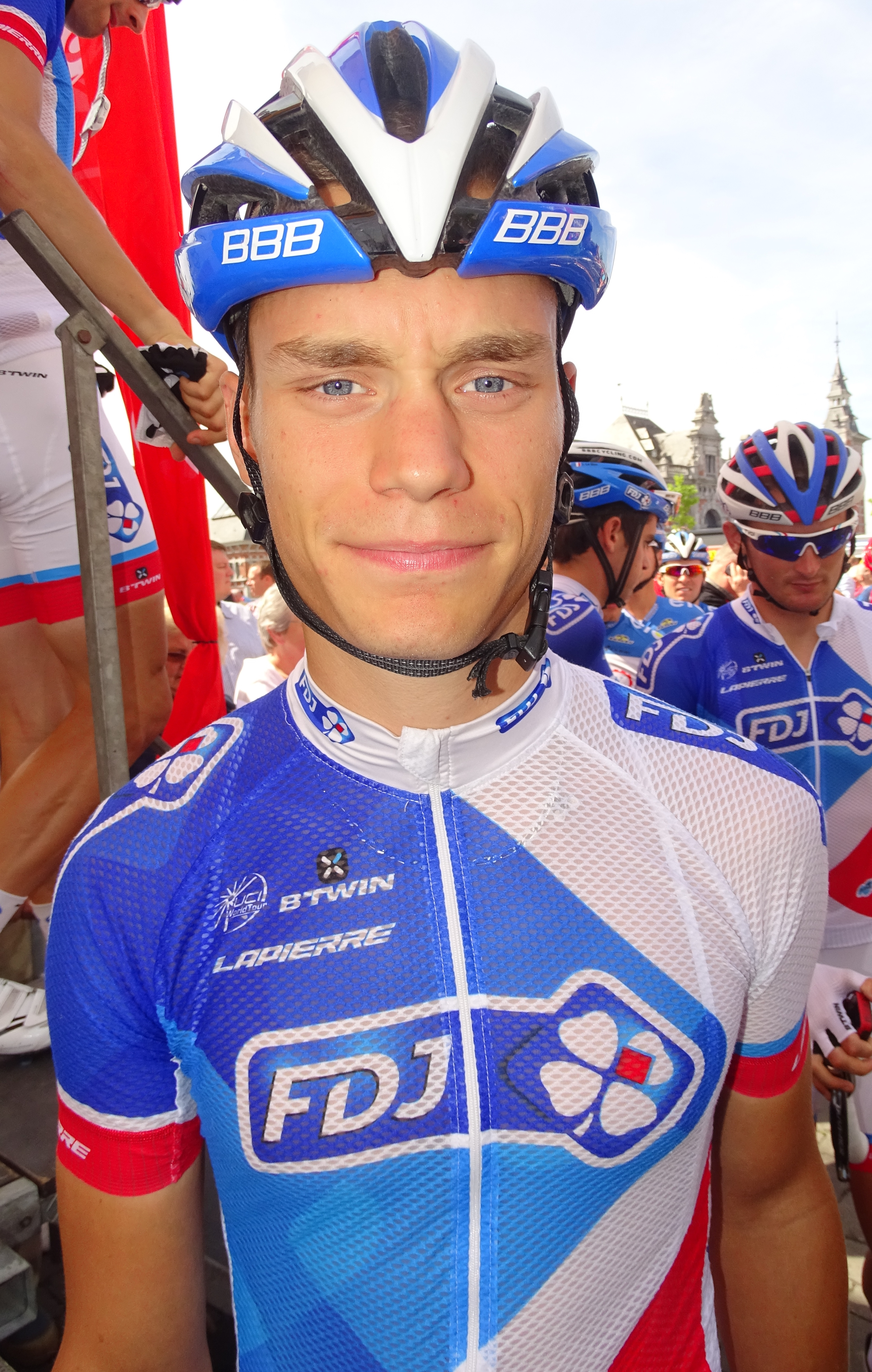
Marc Sarreau.
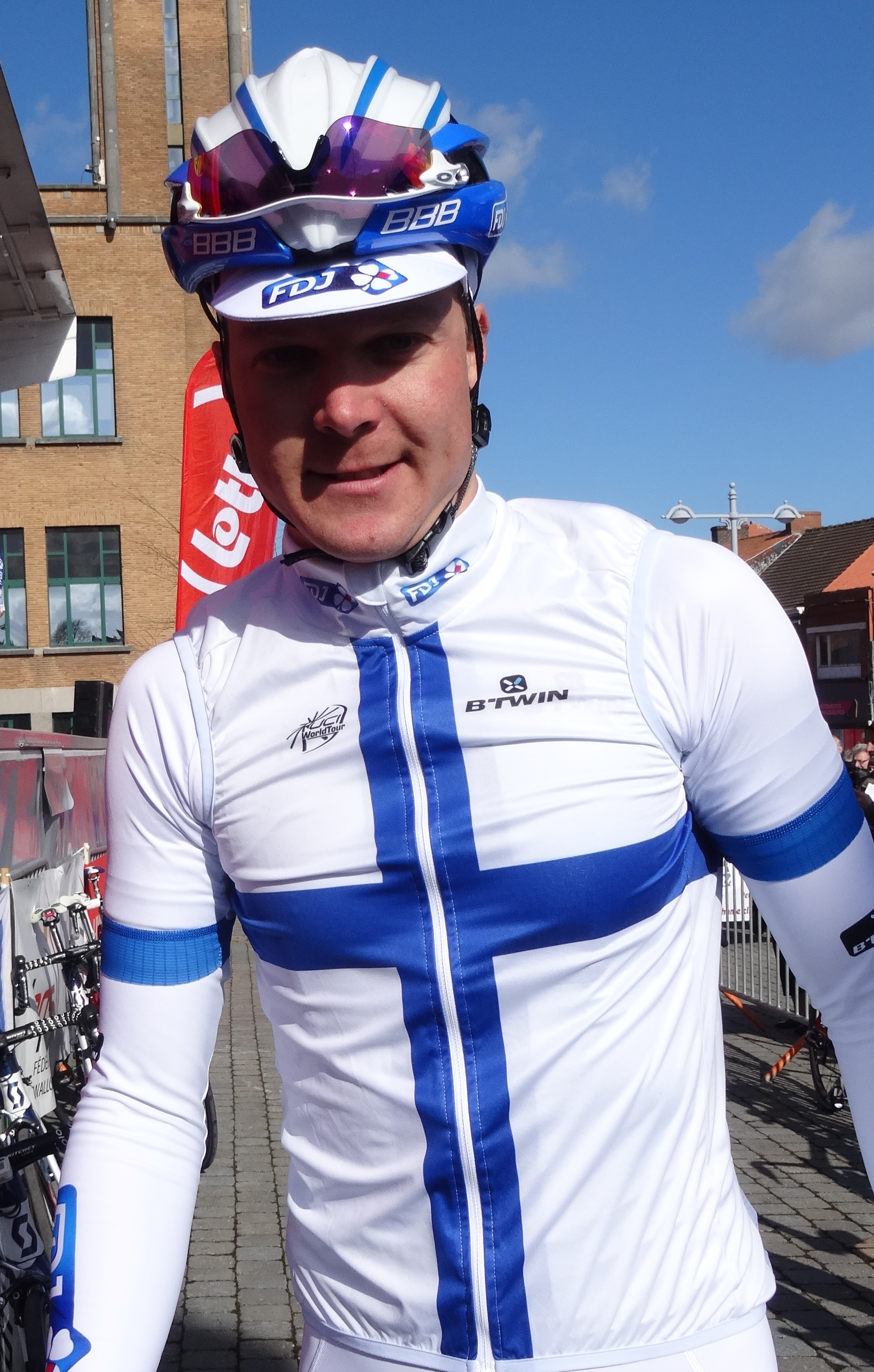
Jussi Veikkanen.
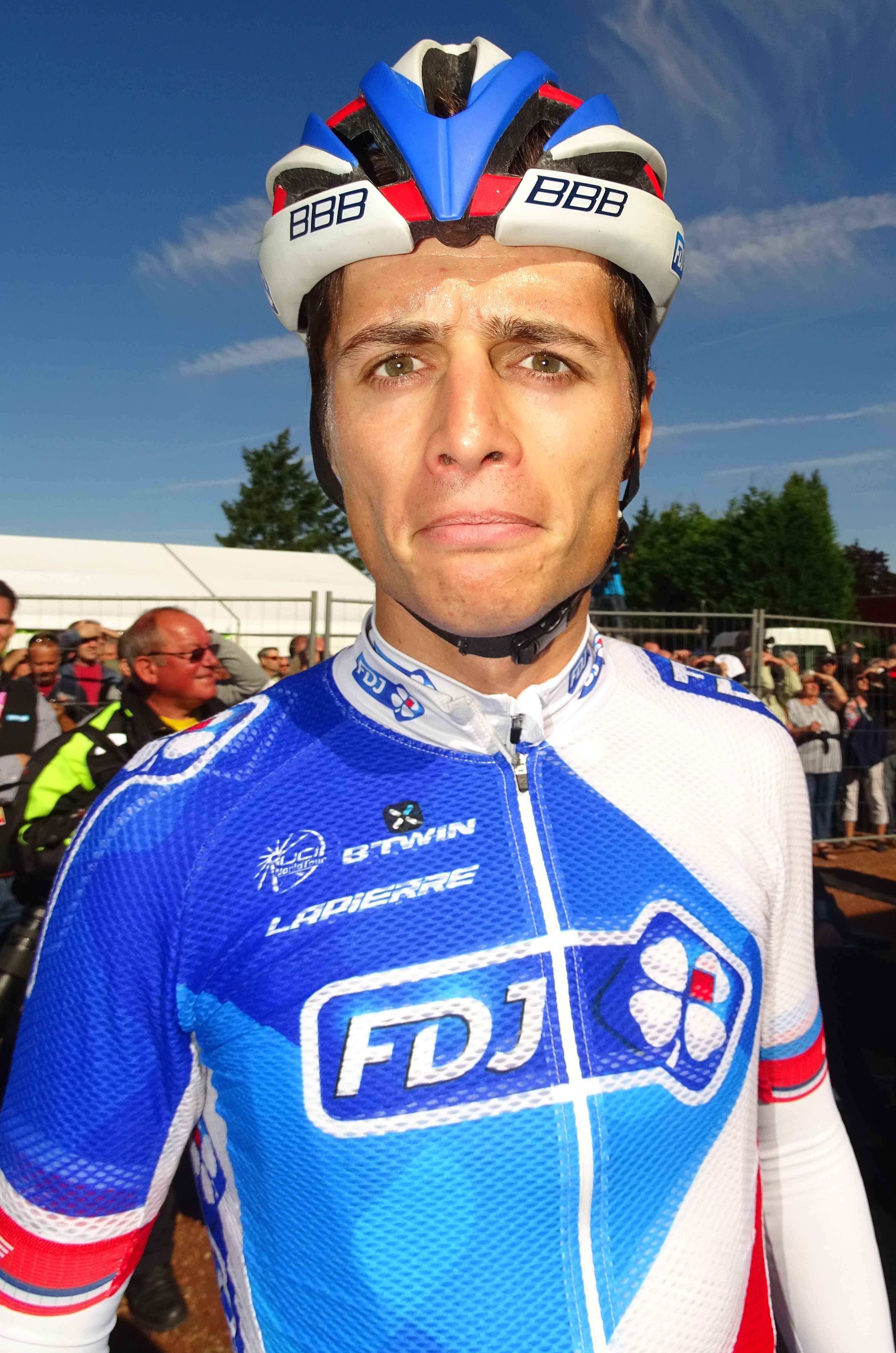
Arthur Vichot.

### Encadrement

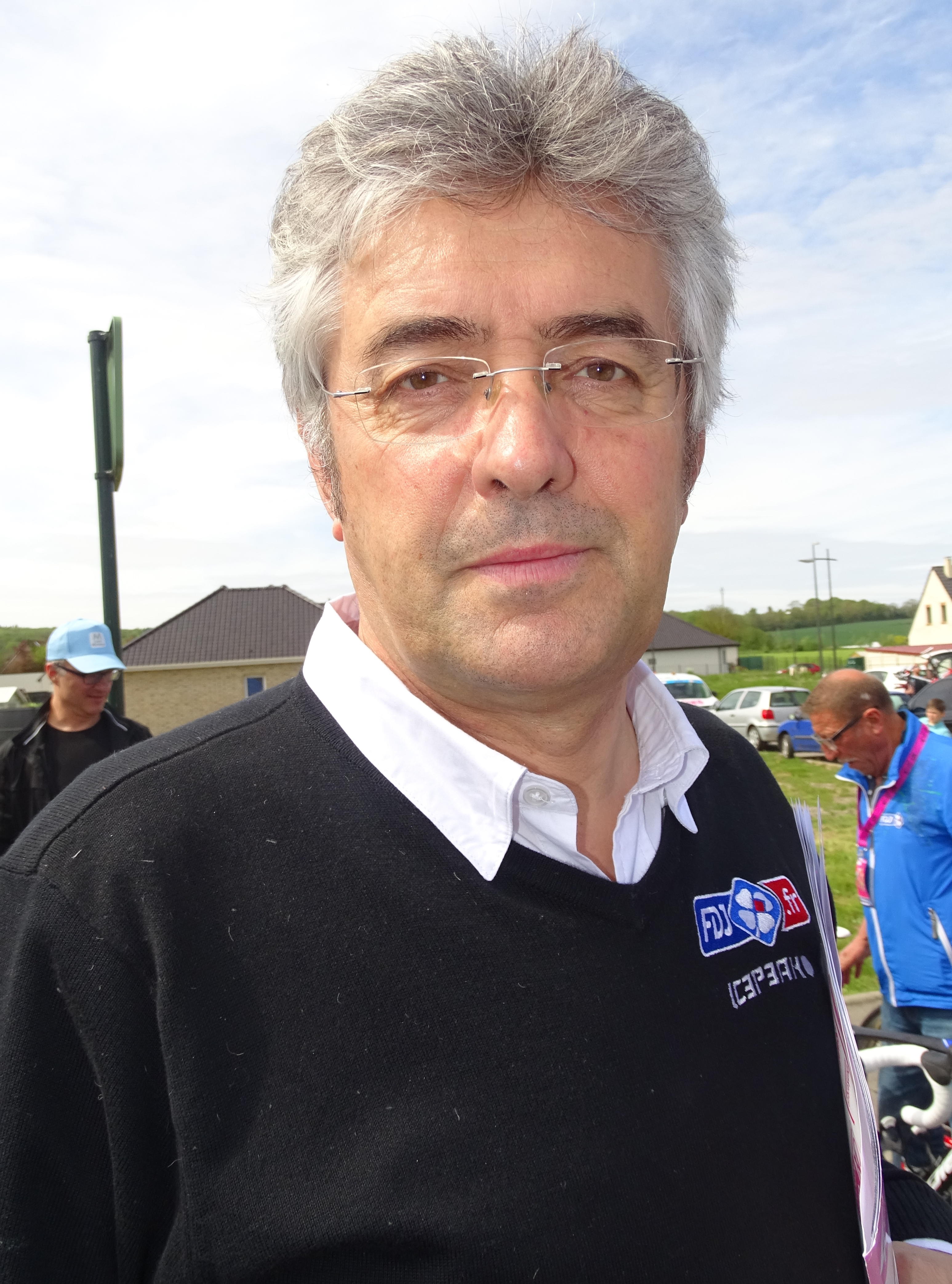
Marc Madiot lors des Quatre Jours de Dunkerque 2015.

L'équipe FDJ est dirigée par Marc Madiot, à la tête de l'équipe depuis sa création. Cinq directeurs sportifs encadrent les coureurs : Yvon Madiot, Thierry Bricaud, Martial Gayant, Franck Pineau et Frédéric Guesdon. Marc Madiot mène l'équipe depuis le lancement du projet de création de l'équipe en 1996 et est manager sportif en plus du poste de directeur sportif. Yvon Madiot, frère de Marc, est membre de l'encadrement technique depuis les débuts de l'équipe. Il est particulièrement chargé de la formation et de la recherche de jeunes coureurs par l'intermédiaire de la fondation FDJ,. Franck Pineau intègre l'équipe dirigée par Marc Madiot en août 2000. Il a comme particularité d'avoir parmi les coureurs de l'équipe son fils Cédric,. Martial Gayant a été directeur sportif de l'équipe Saint-Quentin-Oktos en 1999 et 2000 avant de rejoindre la formation La Française des Jeux en 2001. Thierry Bricaud a été directeur sportif à la fin des années 1990 dans la formation Vendée U de Jean-René Bernaudeau puis a occupé la même fonction dans l'équipe Bonjour lors de sa fondation en 2000 par Bernaudeau. Bricaud a travaillé dans cette équipe jusqu'en 2004. Après avoir collaboré avec l'équipe de Marc Madiot sur le Critérium du Dauphiné libéré 2005, Bricaud intègre à plein temps l'encadrement de La Française des Jeux en 2006. Frédéric Guesdon, coureur de l'équipe de 1997 à 2012, est directeur sportif de l'équipe à partir de Tirreno-Adriatico 2013.
Les entraîneurs de l'équipe sont Frédéric Grappe, Julien Pinot, Sébastien Joly et David Han. Frédéric Grappe, titulaire d'un doctorat en biomécanique et physiologie de l'entraînement sportif, est entraîneur dans l'équipe de Marc Madiot depuis 2000. Dans l'équipe, il est conseiller technique pour les coureurs et s'occupe de dresser un profil de puissance personnalisé à chaque sportif. Il supervise également le travail de Julien Pinot et de Jacques Decrion et s'implique dans la détection de jeunes coureurs et le développement du matériel. Parallèlement à son travail dans l'équipe, il est enseignant-chercheur à l'université de Besançon et il forme Julien Pinot,. Julien Pinot, frère de Thibaut, poursuit parallèlement à son travail un doctorat en sciences du sport. Il intervient également ponctuellement comme directeur sportif. Sébastien Joly, ancien coureur de l'équipe, rejoint son encadrement en fin d'année 2014 et s'occupe notamment des tests qualité du matériel. Enfin David Han est responsable du suivi du milieu amateur et des analyses de vidéo.

## Bilan de la saison
Victorieuse à vingt-huit reprises sur route en 2014, FDJ n'obtient en 2015 que quinze succès, dont cinq obtenus par le seul Thibaut Pinot. Pinot est le chef de file de FDJ sur la saison, que ce soit par ses victoires, dont plusieurs sont obtenues sur le World Tour, mais aussi par sa régularité dans les classements généraux de courses par étapes. Ceci, couplé à sa troisième place au Tour de Lombardie, lui permet de terminer 10e du classement World Tour individuel. Alexandre Geniez, équipier de Pinot au Tour de France mais aussi neuvième du Tour d'Italie et gagnant de trois victoires, se signale positivement sur la saison,.
Arnaud Démare passe de 15 victoires en 2014 à 2 en 2015. Visant les classiques flandriennes, il ne parvient pas à se distinguer sur ces courses, des problèmes mécaniques ayant influé sur ses résultats. Arthur Vichot, qui vise les classiques ardennaises voit lui un cytomégalovirus l'empêcher d'y jouer un rôle. Kévin Reza, Yoann Offredo et Arnold Jeannesson sont également décevants.

### Victoires

#### Sur route
| Date       | Course                                 | Pays     | Classe | Vainqueur        |
| ---------- | -------------------------------------- | -------- | ------ | ---------------- |
| 08/04/2015 | 2e étape du Circuit de la Sarthe       | France   | 2.1    | Anthony Roux     |
| 19/04/2015 | Tro Bro Leon                           | France   | 1.1    | Alexandre Geniez |
| 26/04/2015 | Roue tourangelle                       | France   | 1.1    | Lorrenzo Manzin  |
| 02/05/2015 | 5e étape du Tour de Romandie           | Suisse   | WT     | Thibaut Pinot    |
| 29/05/2015 | 3e étape du Tour de Belgique           | Belgique | 2.HC   | Arnaud Démare    |
| 30/05/2015 | 4e étape du Tour de Belgique           | Belgique | 2.HC   | Arnaud Démare    |
| 04/06/2015 | Prologue des Boucles de la Mayenne     | France   | 2.1    | Johan Le Bon     |
| 17/06/2015 | 5e étape du Tour de Suisse             | Autriche | WT     | Thibaut Pinot    |
| 25/07/2015 | 20e étape du Tour de France            | France   | WT     | Thibaut Pinot    |
| 14/08/2015 | 5e étape de l'Eneco Tour               | Pays-Bas | WT     | Johan Le Bon     |
| 14/08/2015 | 3e étape du Tour de l'Ain              | France   | 2.1    | Alexandre Geniez |
| 15/08/2015 | Classement général du Tour de l'Ain    | France   | 2.1    | Alexandre Geniez |
| 27/08/2015 | 3e étape du Tour du Poitou-Charentes   | France   | 2.1    | Marc Sarreau     |
| 26/09/2015 | 1re étape du Tour du Gévaudan          | France   | 2.1    | Thibaut Pinot    |
| 27/09/2015 | Classement général du Tour du Gévaudan | France   | 2.1    | Thibaut Pinot    |

#### En cyclo-cross
| Date       | Course                                      | Pays   | Classe | Vainqueur      |
| ---------- | ------------------------------------------- | ------ | ------ | -------------- |
| 18/01/2015 | Cyclo-cross International de Nommay, Nommay | France | C2     | Francis Mourey |

#### Sur piste
| Date       | Course                           | Pays   | Classe | Vainqueur  |
| ---------- | -------------------------------- | ------ | ------ | ---------- |
| 03/10/2015 | Championnat de France du scratch | France | CN     | Kévin Reza |

### Résultats sur les courses majeures
Les tableaux suivants représentent les résultats de l'équipe dans les principales courses du calendrier international (les cinq classiques majeures et les trois grands tours). Pour chaque épreuve est indiqué le meilleur coureur de l'équipe, son classement ainsi que les accessits glanés par FDJ sur les courses de trois semaines.

#### Classiques
| Classique            | Milan-San Remo           | Tour des Flandres   | Paris-Roubaix       | Liège-Bastogne-Liège | Tour de Lombardie  |
| -------------------- | ------------------------ | ------------------- | ------------------- | -------------------- | ------------------ |
| Coureur (classement) | Matthieu Ladagnous (32e) | Arnaud Démare (23e) | Yoann Offredo (32e) | Anthony Roux (59e)   | Thibaut Pinot (3e) |

#### Grands tours
| Grand tour           | Tour d'Italie         | Tour de France                     | Tour d'Espagne        |
| -------------------- | --------------------- | ---------------------------------- | --------------------- |
| Coureur (classement) | Alexandre Geniez (9e) | Thibaut Pinot (16e)                | Kenny Elissonde (16e) |
| Accessits            | -                     | 1 victoire d'étape (Thibaut Pinot) |                       |

### Classement UCI
| Rang | Coureur          | Points |
| ---- | ---------------- | ------ |
| 10   | Thibaut Pinot    | 319    |
| 85   | Alexandre Geniez | 44     |
| 97   | Arnaud Démare    | 33     |
| 118  | Anthony Roux     | 22     |
| 119  | Steve Morabito   | 21     |
| 140  | Kenny Elissonde  | 10     |
| 164  | Johan Le Bon     | 6      |
| 172  | Kévin Réza       | 5      |